# فهرست کوه‌های استان اصفهان (۲)
فهرست کوه‌های استان اصفهان (۲)، فهرستی دارای نام‌ها و مختصات کوه‌های شهرستان‌های کاشان و شاهین‌شهر و میمه استان اصفهان ایران است، که از پایگاه ملی نام‌های جغرافیایی ایران در خرداد ۱۳۹۷ دریافت شده‌اند.
| نام               | مختصات                                                    | ارتفاع | منبع  |
| ----------------- | --------------------------------------------------------- | ------ | ----- |
| آب بست            | ۳۴°۰۹′۱۹″شمالی ۵۱°۰۰′۰۸″شرقی / ۳۴٫۱۵۵۲°شمالی ۵۱٫۰۰۲۱°شرقی |        | ۷۵۲   |
| آبخوان            | ۳۳°۵۷′۵۵″شمالی ۵۱°۰۲′۰۹″شرقی / ۳۳٫۹۶۵۳°شمالی ۵۱٫۰۳۵۸°شرقی |        | ۷۵۳   |
| احمدکوله گوش      | ۳۳°۵۰′۲۱″شمالی ۵۱°۱۵′۵۸″شرقی / ۳۳٫۸۳۹۱°شمالی ۵۱٫۲۶۶۱°شرقی |        | ۷۵۴   |
| اردهان            | ۳۳°۵۵′۵۲″شمالی ۵۱°۰۳′۱۷″شرقی / ۳۳٫۹۳۱۲°شمالی ۵۱٫۰۵۴۸°شرقی |        | ۷۵۵   |
| آرغو              | ۳۳°۳۷′۵۳″شمالی ۵۱°۰۷′۳۷″شرقی / ۳۳٫۶۳۱۳°شمالی ۵۱٫۱۲۶۹°شرقی |        | ۷۵۶   |
| آرغون             | ۳۴°۰۲′۱۱″شمالی ۵۱°۱۶′۱۰″شرقی / ۳۴٫۰۳۶۴°شمالی ۵۱٫۲۶۹۵°شرقی |        | ۷۵۷   |
| آرغون             | ۳۴°۰۲′۵۷″شمالی ۵۱°۱۵′۲۴″شرقی / ۳۴٫۰۴۹۲°شمالی ۵۱٫۲۵۶۸°شرقی |        | ۷۵۸   |
| اسب سه            | ۳۳°۴۸′۵۳″شمالی ۵۱°۱۸′۵۲″شرقی / ۳۳٫۸۱۴۶°شمالی ۵۱٫۳۱۴۴°شرقی |        | ۷۵۹   |
| اسب سه            | ۳۳°۴۷′۵۴″شمالی ۵۱°۱۸′۲۶″شرقی / ۳۳٫۷۹۸۲°شمالی ۵۱٫۳۰۷۳°شرقی |        | ۷۶۰   |
| اسب کشته          | ۳۳°۴۶′۳۳″شمالی ۵۱°۱۴′۰۷″شرقی / ۳۳٫۷۷۵۸°شمالی ۵۱٫۲۳۵۳°شرقی |        | ۷۶۱   |
| اسب کشه           | ۳۳°۴۶′۴۲″شمالی ۵۱°۱۵′۳۱″شرقی / ۳۳٫۷۷۸۲°شمالی ۵۱٫۲۵۸۷°شرقی |        | ۷۶۲   |
| اسبی              | ۳۳°۳۹′۵۸″شمالی ۵۱°۲۱′۰۶″شرقی / ۳۳٫۶۶۶۱°شمالی ۵۱٫۳۵۱۷°شرقی |        | ۷۶۳   |
| اسبی              | ۳۳°۴۵′۵۹″شمالی ۵۱°۲۲′۳۶″شرقی / ۳۳٫۷۶۶۴°شمالی ۵۱٫۳۷۶۷°شرقی |        | ۷۶۴   |
| اسبی              | ۳۳°۴۵′۴۳″شمالی ۵۱°۲۱′۲۷″شرقی / ۳۳٫۷۶۱۹°شمالی ۵۱٫۳۵۷۵°شرقی |        | ۷۶۵   |
| اسبین             | ۳۳°۴۷′۴۸″شمالی ۵۱°۲۱′۳۶″شرقی / ۳۳٫۷۹۶۸°شمالی ۵۱٫۳۵۹۹°شرقی |        | ۷۶۶   |
| آسیاب             | ۳۳°۴۲′۳۸″شمالی ۵۱°۴۱′۳۲″شرقی / ۳۳٫۷۱۰۵°شمالی ۵۱٫۶۹۲۳°شرقی |        | ۷۶۷   |
| اشک               | ۳۳°۵۵′۰۸″شمالی ۵۱°۰۹′۴۶″شرقی / ۳۳٫۹۱۸۸°شمالی ۵۱٫۱۶۲۸°شرقی |        | ۷۶۸   |
| آشکار             | ۳۳°۴۳′۱۷″شمالی ۵۱°۱۳′۰۷″شرقی / ۳۳٫۷۲۱۵°شمالی ۵۱٫۲۱۸۵°شرقی |        | ۷۶۹   |
| اشکه اون          | ۳۳°۴۳′۴۰″شمالی ۵۱°۰۹′۱۳″شرقی / ۳۳٫۷۲۷۷°شمالی ۵۱٫۱۵۳۵°شرقی |        | ۷۷۰   |
| اشه بزرگه         | ۳۳°۳۳′۱۳″شمالی ۵۱°۱۲′۲۶″شرقی / ۳۳٫۵۵۳۶°شمالی ۵۱٫۲۰۷۱°شرقی |        | ۷۷۱   |
| اشه کوچکه         | ۳۳°۳۳′۱۰″شمالی ۵۱°۱۱′۳۰″شرقی / ۳۳٫۵۵۲۷°شمالی ۵۱٫۱۹۱۶°شرقی |        | ۷۷۲   |
| آفتاب رو          | ۳۴°۱۵′۱۷″شمالی ۵۱°۰۲′۰۱″شرقی / ۳۴٫۲۵۴۷°شمالی ۵۱٫۰۳۳۷°شرقی |        | ۷۷۳   |
| آفتاب روگزبار     | ۳۴°۱۰′۱۷″شمالی ۵۱°۰۵′۰۸″شرقی / ۳۴٫۱۷۱۴°شمالی ۵۱٫۰۸۵۶°شرقی |        | ۷۷۴   |
| آفسه              | ۳۳°۵۰′۳۲″شمالی ۵۱°۲۵′۳۸″شرقی / ۳۳٫۸۴۲۳°شمالی ۵۱٫۴۲۷۱°شرقی |        | ۷۷۵   |
| آکه               | ۳۳°۵۱′۴۳″شمالی ۵۱°۰۸′۴۹″شرقی / ۳۳٫۸۶۲۰°شمالی ۵۱٫۱۴۷۰°شرقی |        | ۷۷۶   |
| الخونی            | ۳۳°۳۶′۱۴″شمالی ۵۱°۲۱′۵۷″شرقی / ۳۳٫۶۰۳۸°شمالی ۵۱٫۳۶۵۸°شرقی |        | ۷۷۷   |
| آله               | ۳۳°۵۰′۲۱″شمالی ۵۱°۱۱′۴۳″شرقی / ۳۳٫۸۳۹۱°شمالی ۵۱٫۱۹۵۲°شرقی |        | ۷۷۸   |
| آله               | ۳۳°۴۹′۳۱″شمالی ۵۱°۱۲′۵۳″شرقی / ۳۳٫۸۲۵۴°شمالی ۵۱٫۲۱۴۸°شرقی |        | ۷۷۹   |
| الوند             | ۳۴°۱۳′۱۴″شمالی ۵۰°۵۹′۳۴″شرقی / ۳۴٫۲۲۰۵°شمالی ۵۰٫۹۹۲۹°شرقی |        | ۷۸۰   |
| انگوران بزر گ     | ۳۳°۳۶′۴۶″شمالی ۵۱°۰۳′۱۷″شرقی / ۳۳٫۶۱۲۷°شمالی ۵۱٫۰۵۴۸°شرقی |        | ۷۸۱   |
| انگوران کوچک      | ۳۳°۳۶′۲۵″شمالی ۵۱°۰۵′۳۱″شرقی / ۳۳٫۶۰۶۹°شمالی ۵۱٫۰۹۱۹°شرقی |        | ۷۸۲   |
| اوچه کنی          | ۳۴°۰۸′۵۰″شمالی ۵۱°۱۰′۲۵″شرقی / ۳۴٫۱۴۷۳°شمالی ۵۱٫۱۷۳۶°شرقی |        | ۷۸۳   |
| ایوز              | ۳۳°۳۹′۵۳″شمالی ۵۱°۱۶′۳۸″شرقی / ۳۳٫۶۶۴۷°شمالی ۵۱٫۲۷۷۲°شرقی |        | ۷۸۴   |
| آئینه قش          | ۳۳°۳۹′۱۵″شمالی ۵۱°۱۲′۵۴″شرقی / ۳۳٫۶۵۴۳°شمالی ۵۱٫۲۱۵۱°شرقی |        | ۷۸۵   |
| باغ سرا           | ۳۳°۵۶′۴۶″شمالی ۵۱°۱۳′۱۴″شرقی / ۳۳٫۹۴۶۰°شمالی ۵۱٫۲۲۰۵°شرقی |        | ۷۸۶   |
| باغ سرو           | ۳۳°۵۵′۳۳″شمالی ۵۱°۱۱′۳۸″شرقی / ۳۳٫۹۲۵۸°شمالی ۵۱٫۱۹۳۹°شرقی |        | ۷۸۷   |
| باغک              | ۳۳°۵۰′۲۰″شمالی ۵۱°۳۹′۳۵″شرقی / ۳۳٫۸۳۹۰°شمالی ۵۱٫۶۵۹۷°شرقی |        | ۷۸۸   |
| باغک              | ۳۳°۵۰′۳۱″شمالی ۵۱°۳۹′۱۱″شرقی / ۳۳٫۸۴۱۹°شمالی ۵۱٫۶۵۳۰°شرقی |        | ۷۸۹   |
| بالاخانه عزیز     | ۳۴°۰۳′۰۵″شمالی ۵۱°۰۲′۵۲″شرقی / ۳۴٫۰۵۱۳°شمالی ۵۱٫۰۴۷۹°شرقی |        | ۷۹۰   |
| برف انبار         | ۳۴°۰۹′۳۰″شمالی ۵۰°۵۵′۳۷″شرقی / ۳۴٫۱۵۸۳°شمالی ۵۰٫۹۲۷۰°شرقی |        | ۷۹۱   |
| بزریش             | ۳۳°۵۶′۲۰″شمالی ۵۱°۱۷′۳۴″شرقی / ۳۳٫۹۳۸۹°شمالی ۵۱٫۲۹۲۸°شرقی |        | ۷۹۲   |
| بزی               | ۳۴°۲۵′۲۲″شمالی ۵۱°۰۸′۵۸″شرقی / ۳۴٫۴۲۲۸°شمالی ۵۱٫۱۴۹۴°شرقی |        | ۷۹۳   |
| بن تیر            | ۳۳°۴۶′۲۵″شمالی ۵۱°۱۲′۰۵″شرقی / ۳۳٫۷۷۳۶°شمالی ۵۱٫۲۰۱۳°شرقی |        | ۷۹۴   |
| بن تیر            | ۳۳°۴۵′۲۸″شمالی ۵۱°۱۱′۳۹″شرقی / ۳۳٫۷۵۷۹°شمالی ۵۱٫۱۹۴۱°شرقی |        | ۷۹۵   |
| بندقمصر           | ۳۳°۴۸′۲۴″شمالی ۵۱°۲۷′۲۲″شرقی / ۳۳٫۸۰۶۶°شمالی ۵۱٫۴۵۶۰°شرقی |        | ۷۹۶   |
| بیچاره            | ۳۴°۲۴′۳۷″شمالی ۵۱°۰۹′۰۱″شرقی / ۳۴٫۴۱۰۲°شمالی ۵۱٫۱۵۰۳°شرقی |        | ۷۹۷   |
| پاپشته            | ۳۴°۱۳′۴۳″شمالی ۵۱°۰۵′۱۷″شرقی / ۳۴٫۲۲۸۵°شمالی ۵۱٫۰۸۸۰°شرقی |        | ۷۹۸   |
| پاتیله            | ۳۳°۳۵′۱۴″شمالی ۵۱°۲۵′۰۱″شرقی / ۳۳٫۵۸۷۲°شمالی ۵۱٫۴۱۷۰°شرقی |        | ۷۹۹   |
| پارور             | ۳۳°۳۹′۳۰″شمالی ۵۱°۰۳′۰۵″شرقی / ۳۳٫۶۵۸۲°شمالی ۵۱٫۰۵۱۴°شرقی |        | ۸۰۰   |
| پاکله             | ۳۳°۴۰′۴۸″شمالی ۵۱°۱۵′۴۹″شرقی / ۳۳٫۶۸۰۰°شمالی ۵۱٫۲۶۳۵°شرقی |        | ۸۰۱   |
| پسیون             | ۳۳°۵۱′۳۵″شمالی ۵۱°۱۹′۳۹″شرقی / ۳۳٫۸۵۹۶°شمالی ۵۱٫۳۲۷۴°شرقی |        | ۸۰۲   |
| پله زرد           | ۳۳°۴۶′۵۳″شمالی ۵۱°۲۱′۲۸″شرقی / ۳۳٫۷۸۱۳°شمالی ۵۱٫۳۵۷۷°شرقی |        | ۸۰۳   |
| پلیون             | ۳۴°۱۶′۵۸″شمالی ۵۱°۰۲′۰۰″شرقی / ۳۴٫۲۸۲۷°شمالی ۵۱٫۰۳۳۴°شرقی |        | ۸۰۴   |
| پودلگ             | ۳۳°۵۲′۰۳″شمالی ۵۱°۰۲′۴۰″شرقی / ۳۳٫۸۶۷۵°شمالی ۵۱٫۰۴۴۵°شرقی |        | ۸۰۵   |
| پودلگ             | ۳۳°۵۱′۴۱″شمالی ۵۱°۰۲′۳۲″شرقی / ۳۳٫۸۶۱۳°شمالی ۵۱٫۰۴۲۲°شرقی |        | ۸۰۶   |
| پیشیرده           | ۳۴°۰۸′۴۵″شمالی ۵۱°۰۹′۱۴″شرقی / ۳۴٫۱۴۵۷°شمالی ۵۱٫۱۵۳۹°شرقی |        | ۸۰۷   |
| تاقونه            | ۳۴°۰۲′۵۶″شمالی ۵۱°۰۳′۱۵″شرقی / ۳۴٫۰۴۹۰°شمالی ۵۱٫۰۵۴۱°شرقی |        | ۸۰۸   |
| تاوه‌های لاله حاجی | ۳۴°۰۴′۰۷″شمالی ۵۱°۱۳′۱۸″شرقی / ۳۴٫۰۶۸۶°شمالی ۵۱٫۲۲۱۷°شرقی |        | ۸۰۹   |
| تتکوله            | ۳۴°۰۲′۵۶″شمالی ۵۱°۰۳′۴۰″شرقی / ۳۴٫۰۴۸۹°شمالی ۵۱٫۰۶۱۲°شرقی |        | ۸۱۰   |
| تجرکوه            | ۳۴°۰۴′۵۷″شمالی ۵۱°۰۵′۴۰″شرقی / ۳۴٫۰۸۲۵°شمالی ۵۱٫۰۹۴۴°شرقی |        | ۸۱۱   |
| تجره              | ۳۳°۳۶′۴۲″شمالی ۵۱°۲۵′۲۲″شرقی / ۳۳٫۶۱۱۷°شمالی ۵۱٫۴۲۲۹°شرقی |        | ۸۱۲   |
| تجه               | ۳۳°۴۹′۵۲″شمالی ۵۱°۲۲′۵۲″شرقی / ۳۳٫۸۳۱۰°شمالی ۵۱٫۳۸۱۰°شرقی |        | ۸۱۳   |
| تخت زن ومرد       | ۳۴°۰۹′۵۳″شمالی ۵۱°۱۲′۵۳″شرقی / ۳۴٫۱۶۴۶°شمالی ۵۱٫۲۱۴۸°شرقی |        | ۸۱۴   |
| تخت ساق‌آباد       | ۳۴°۲۳′۳۶″شمالی ۵۱°۰۶′۰۴″شرقی / ۳۴٫۳۹۳۲°شمالی ۵۱٫۱۰۱۰°شرقی |        | ۸۱۵   |
| تخت سرسمب         | ۳۴°۱۱′۵۰″شمالی ۵۱°۰۷′۴۷″شرقی / ۳۴٫۱۹۷۳°شمالی ۵۱٫۱۲۹۸°شرقی |        | ۸۱۶   |
| تخت سرسمب         | ۳۴°۱۲′۰۸″شمالی ۵۱°۰۷′۰۲″شرقی / ۳۴٫۲۰۲۳°شمالی ۵۱٫۱۱۷۳°شرقی |        | ۸۱۷   |
| تخت علوفوقه       | ۳۳°۴۲′۵۵″شمالی ۵۱°۱۳′۵۱″شرقی / ۳۳٫۷۱۵۳°شمالی ۵۱٫۲۳۰۹°شرقی |        | ۸۱۸   |
| تخت کرکوهی        | ۳۳°۴۰′۵۲″شمالی ۵۱°۰۱′۱۲″شرقی / ۳۳٫۶۸۱۱°شمالی ۵۱٫۰۲۰۱°شرقی |        | ۸۱۹   |
| تخت نجفعلی        | ۳۳°۴۱′۴۳″شمالی ۵۱°۱۷′۴۱″شرقی / ۳۳٫۶۹۵۲°شمالی ۵۱٫۲۹۴۸°شرقی |        | ۸۲۰   |
| تخته اوشا         | ۳۳°۴۵′۲۷″شمالی ۵۱°۱۶′۳۱″شرقی / ۳۳٫۷۵۷۴°شمالی ۵۱٫۲۷۵۴°شرقی |        | ۸۲۱   |
| تل سرد            | ۳۳°۴۰′۴۱″شمالی ۵۱°۳۵′۴۸″شرقی / ۳۳٫۶۷۸۱°شمالی ۵۱٫۵۹۶۸°شرقی |        | ۸۲۲   |
| تل کی             | ۳۳°۵۰′۰۸″شمالی ۵۱°۰۵′۰۴″شرقی / ۳۳٫۸۳۵۶°شمالی ۵۱٫۰۸۴۴°شرقی |        | ۸۲۳   |
| تلخ آب            | ۳۳°۴۸′۳۶″شمالی ۵۱°۰۲′۴۵″شرقی / ۳۳٫۸۱۰۰°شمالی ۵۱٫۰۴۵۹°شرقی |        | ۸۲۴   |
| تیرکمبل           | ۳۳°۴۱′۱۴″شمالی ۵۱°۰۵′۲۸″شرقی / ۳۳٫۶۸۷۱°شمالی ۵۱٫۰۹۱۰°شرقی |        | ۸۲۵   |
| چال               | ۳۳°۴۰′۵۸″شمالی ۵۱°۱۵′۰۸″شرقی / ۳۳٫۶۸۲۷°شمالی ۵۱٫۲۵۲۱°شرقی |        | ۸۲۶   |
| چال               | ۳۳°۴۰′۰۷″شمالی ۵۱°۱۵′۱۰″شرقی / ۳۳٫۶۶۸۷°شمالی ۵۱٫۲۵۲۹°شرقی |        | ۸۲۷   |
| چال برزوک         | ۳۳°۴۱′۵۰″شمالی ۵۱°۱۷′۱۸″شرقی / ۳۳٫۶۹۷۱°شمالی ۵۱٫۲۸۸۴°شرقی |        | ۸۲۸   |
| چال پایین         | ۳۳°۴۲′۰۰″شمالی ۵۱°۱۳′۴۸″شرقی / ۳۳٫۶۹۹۹°شمالی ۵۱٫۲۲۹۹°شرقی |        | ۸۲۹   |
| چال غدیر          | ۳۴°۲۳′۱۰″شمالی ۵۱°۰۲′۱۵″شرقی / ۳۴٫۳۸۶۱°شمالی ۵۱٫۰۳۷۵°شرقی |        | ۸۳۰   |
| چاله سبز          | ۳۳°۵۲′۴۳″شمالی ۵۱°۰۶′۲۰″شرقی / ۳۳٫۸۷۸۷°شمالی ۵۱٫۱۰۵۶°شرقی |        | ۸۳۱   |
| چاله سرکو         | ۳۳°۴۳′۰۳″شمالی ۵۱°۲۳′۲۸″شرقی / ۳۳٫۷۱۷۶°شمالی ۵۱٫۳۹۱۱°شرقی |        | ۸۳۲   |
| چاله سفید         | ۳۳°۴۲′۴۸″شمالی ۵۱°۱۷′۱۸″شرقی / ۳۳٫۷۱۳۲°شمالی ۵۱٫۲۸۸۲°شرقی |        | ۸۳۳   |
| چاله کمون         | ۳۳°۵۷′۲۴″شمالی ۵۱°۰۷′۳۶″شرقی / ۳۳٫۹۵۶۷°شمالی ۵۱٫۱۲۶۸°شرقی |        | ۸۳۴   |
| چاله نمونی        | ۳۳°۵۰′۰۵″شمالی ۵۱°۰۲′۵۲″شرقی / ۳۳٫۸۳۴۷°شمالی ۵۱٫۰۴۷۹°شرقی |        | ۸۳۵   |
| چاله هر           | ۳۳°۴۹′۳۵″شمالی ۵۱°۰۳′۵۴″شرقی / ۳۳٫۸۲۶۴°شمالی ۵۱٫۰۶۵۱°شرقی |        | ۸۳۶   |
| چالونه            | ۳۳°۵۱′۴۵″شمالی ۵۱°۲۳′۵۳″شرقی / ۳۳٫۸۶۲۵°شمالی ۵۱٫۳۹۸۱°شرقی |        | ۸۳۷   |
| چالیون            | ۳۳°۴۴′۳۰″شمالی ۵۱°۱۵′۲۸″شرقی / ۳۳٫۷۴۱۸°شمالی ۵۱٫۲۵۷۹°شرقی |        | ۸۳۸   |
| چانه کمون         | ۳۳°۵۷′۲۱″شمالی ۵۱°۰۶′۴۶″شرقی / ۳۳٫۹۵۵۸°شمالی ۵۱٫۱۱۲۹°شرقی |        | ۸۳۹   |
| چشم سفید          | ۳۳°۳۸′۰۶″شمالی ۵۱°۱۴′۳۷″شرقی / ۳۳٫۶۳۵۱°شمالی ۵۱٫۲۴۳۷°شرقی |        | ۸۴۰   |
| چشمه سفید         | ۳۳°۳۶′۱۰″شمالی ۵۱°۲۳′۰۰″شرقی / ۳۳٫۶۰۲۸°شمالی ۵۱٫۳۸۳۴°شرقی |        | ۸۴۱   |
| چنار              | ۳۴°۰۷′۵۹″شمالی ۵۱°۱۵′۰۷″شرقی / ۳۴٫۱۳۳۰°شمالی ۵۱٫۲۵۲۰°شرقی |        | ۸۴۲   |
| چهل دخترون        | ۳۳°۳۴′۰۹″شمالی ۵۱°۲۰′۴۷″شرقی / ۳۳٫۵۶۹۳°شمالی ۵۱٫۳۴۶۳°شرقی |        | ۸۴۳   |
| چیون              | ۳۴°۰۸′۴۸″شمالی ۵۱°۰۸′۲۸″شرقی / ۳۴٫۱۴۶۶°شمالی ۵۱٫۱۴۱۲°شرقی |        | ۸۴۴   |
| حسنقه             | ۳۴°۱۸′۲۱″شمالی ۵۱°۰۲′۱۰″شرقی / ۳۴٫۳۰۵۸°شمالی ۵۱٫۰۳۶۱°شرقی |        | ۸۴۵   |
| خرسنگ             | ۳۳°۳۹′۴۱″شمالی ۵۱°۲۵′۵۴″شرقی / ۳۳٫۶۶۱۳°شمالی ۵۱٫۴۳۱۶°شرقی |        | ۸۴۶   |
| خرمنی             | ۳۳°۴۱′۵۶″شمالی ۵۱°۲۱′۳۴″شرقی / ۳۳٫۶۹۸۹°شمالی ۵۱٫۳۵۹۴°شرقی |        | ۸۴۷   |
| خرمیرحسن          | ۳۳°۳۷′۲۴″شمالی ۵۱°۱۲′۳۳″شرقی / ۳۳٫۶۲۳۳°شمالی ۵۱٫۲۰۹۱°شرقی |        | ۸۴۸   |
| خسروشت            | ۳۳°۴۷′۰۹″شمالی ۵۱°۰۷′۳۶″شرقی / ۳۳٫۷۸۵۸°شمالی ۵۱٫۱۲۶۷°شرقی |        | ۸۴۹   |
| خواهان            | ۳۴°۱۰′۰۹″شمالی ۵۰°۵۷′۳۳″شرقی / ۳۴٫۱۶۹۱°شمالی ۵۰٫۹۵۹۱°شرقی |        | ۸۵۰   |
| خولویه            | ۳۴°۲۱′۰۰″شمالی ۵۱°۰۱′۵۶″شرقی / ۳۴٫۳۵۰۱°شمالی ۵۱٫۰۳۲۱°شرقی |        | ۸۵۱   |
| خونه احمد         | ۳۴°۰۷′۵۹″شمالی ۵۱°۰۷′۴۳″شرقی / ۳۴٫۱۳۳۰°شمالی ۵۱٫۱۲۸۷°شرقی |        | ۸۵۲   |
| خونه ولانگ        | ۳۴°۰۷′۰۲″شمالی ۵۱°۰۷′۴۸″شرقی / ۳۴٫۱۱۷۳°شمالی ۵۱٫۱۳۰۱°شرقی |        | ۸۵۳   |
| دارمن             | ۳۳°۴۰′۳۲″شمالی ۵۱°۳۱′۱۳″شرقی / ۳۳٫۶۷۵۶°شمالی ۵۱٫۵۲۰۴°شرقی |        | ۸۵۴   |
| داینون            | ۳۴°۲۴′۳۲″شمالی ۵۱°۰۶′۵۲″شرقی / ۳۴٫۴۰۹۰°شمالی ۵۱٫۱۱۴۵°شرقی |        | ۸۵۵   |
| داینون            | ۳۴°۲۴′۲۸″شمالی ۵۱°۰۵′۲۷″شرقی / ۳۴٫۴۰۷۹°شمالی ۵۱٫۰۹۰۸°شرقی |        | ۸۵۶   |
| دج گندمه          | ۳۳°۳۸′۱۰″شمالی ۵۱°۱۳′۰۳″شرقی / ۳۳٫۶۳۶۱°شمالی ۵۱٫۲۱۷۵°شرقی |        | ۸۵۷   |
| دربشکن            | ۳۴°۰۴′۳۱″شمالی ۵۱°۱۱′۲۶″شرقی / ۳۴٫۰۷۵۲°شمالی ۵۱٫۱۹۰۶°شرقی |        | ۸۵۸   |
| درحسنیه           | ۳۳°۴۱′۲۸″شمالی ۵۱°۳۱′۴۰″شرقی / ۳۳٫۶۹۱۰°شمالی ۵۱٫۵۲۷۷°شرقی |        | ۸۵۹   |
| دردورگ            | ۳۳°۵۱′۲۸″شمالی ۵۱°۲۲′۰۶″شرقی / ۳۳٫۸۵۷۷°شمالی ۵۱٫۳۶۸۲°شرقی |        | ۸۶۰   |
| درروازین آباد     | ۳۳°۴۲′۱۶″شمالی ۵۱°۲۶′۳۵″شرقی / ۳۳٫۷۰۴۵°شمالی ۵۱٫۴۴۳۰°شرقی |        | ۸۶۱   |
| درزنو             | ۳۳°۴۰′۳۱″شمالی ۵۱°۳۲′۵۸″شرقی / ۳۳٫۶۷۵۳°شمالی ۵۱٫۵۴۹۴°شرقی |        | ۸۶۲   |
| درکجون            | ۳۳°۴۸′۱۹″شمالی ۵۱°۲۳′۵۴″شرقی / ۳۳٫۸۰۵۴°شمالی ۵۱٫۳۹۸۲°شرقی |        | ۸۶۳   |
| درم رود           | ۳۳°۳۷′۴۹″شمالی ۵۱°۲۲′۵۱″شرقی / ۳۳٫۶۳۰۳°شمالی ۵۱٫۳۸۰۷°شرقی |        | ۸۶۴   |
| دره بالا          | ۳۴°۰۶′۰۴″شمالی ۵۱°۰۰′۱۶″شرقی / ۳۴٫۱۰۱۱°شمالی ۵۱٫۰۰۴۴°شرقی |        | ۸۶۵   |
| دره پهن           | ۳۴°۰۱′۱۷″شمالی ۵۱°۰۵′۳۴″شرقی / ۳۴٫۰۲۱۳°شمالی ۵۱٫۰۹۲۷°شرقی |        | ۸۶۶   |
| دره گلا           | ۳۳°۴۸′۱۴″شمالی ۵۱°۲۵′۴۷″شرقی / ۳۳٫۸۰۳۸°شمالی ۵۱٫۴۲۹۶°شرقی |        | ۸۶۷   |
| دره ونه           | ۳۳°۴۸′۳۰″شمالی ۵۱°۲۳′۰۲″شرقی / ۳۳٫۸۰۸۳°شمالی ۵۱٫۳۸۴۰°شرقی |        | ۸۶۸   |
| دشت کاه           | ۳۳°۵۳′۴۹″شمالی ۵۱°۰۳′۴۲″شرقی / ۳۳٫۸۹۷۰°شمالی ۵۱٫۰۶۱۸°شرقی |        | ۸۶۹   |
| دشت کاه           | ۳۳°۵۳′۲۸″شمالی ۵۱°۰۴′۵۲″شرقی / ۳۳٫۸۹۱۲°شمالی ۵۱٫۰۸۱۲°شرقی |        | ۸۷۰   |
| دلبران            | ۳۴°۰۰′۱۵″شمالی ۵۱°۰۳′۱۹″شرقی / ۳۴٫۰۰۴۲°شمالی ۵۱٫۰۵۵۴°شرقی |        | ۸۷۱   |
| دلمو              | ۳۳°۳۷′۳۴″شمالی ۵۱°۲۳′۳۸″شرقی / ۳۳٫۶۲۶۲°شمالی ۵۱٫۳۹۴۰°شرقی |        | ۸۷۲   |
| دلمو              | ۳۳°۳۷′۲۰″شمالی ۵۱°۲۳′۵۵″شرقی / ۳۳٫۶۲۲۱°شمالی ۵۱٫۳۹۸۷°شرقی |        | ۸۷۳   |
| دم شتری           | ۳۳°۴۲′۲۹″شمالی ۵۱°۱۴′۳۳″شرقی / ۳۳٫۷۰۸۰°شمالی ۵۱٫۲۴۲۵°شرقی |        | ۸۷۴   |
| دم شتری           | ۳۳°۴۱′۵۲″شمالی ۵۱°۱۵′۴۴″شرقی / ۳۳٫۶۹۷۸°شمالی ۵۱٫۲۶۲۳°شرقی |        | ۸۷۵   |
| دم شتری           | ۳۳°۴۱′۱۵″شمالی ۵۱°۱۵′۴۱″شرقی / ۳۳٫۶۸۷۶°شمالی ۵۱٫۲۶۱۳°شرقی |        | ۸۷۶   |
| دوگوش             | ۳۴°۰۱′۴۴″شمالی ۵۱°۱۲′۴۲″شرقی / ۳۴٫۰۲۹۰°شمالی ۵۱٫۲۱۱۷°شرقی |        | ۸۷۷   |
| دومییر            | ۳۳°۵۶′۴۵″شمالی ۵۱°۰۲′۳۹″شرقی / ۳۳٫۹۴۵۸°شمالی ۵۱٫۰۴۴۳°شرقی |        | ۸۷۸   |
| دیز               | ۳۴°۰۳′۱۴″شمالی ۵۱°۱۵′۰۴″شرقی / ۳۴٫۰۵۳۸°شمالی ۵۱٫۲۵۱۱°شرقی |        | ۸۷۹   |
| دیزجوهشت من       | ۳۴°۰۹′۲۶″شمالی ۵۰°۵۷′۱۳″شرقی / ۳۴٫۱۵۷۱°شمالی ۵۰٫۹۵۳۶°شرقی |        | ۸۸۰   |
| دیزر              | ۳۳°۴۱′۱۲″شمالی ۵۱°۰۴′۰۲″شرقی / ۳۳٫۶۸۶۷°شمالی ۵۱٫۰۶۷۳°شرقی |        | ۸۸۱   |
| رزقوجه            | ۳۳°۳۹′۵۹″شمالی ۵۱°۲۷′۱۷″شرقی / ۳۳٫۶۶۶۵°شمالی ۵۱٫۴۵۴۷°شرقی |        | ۸۸۲   |
| رسول              | ۳۳°۴۲′۴۵″شمالی ۵۱°۲۴′۳۲″شرقی / ۳۳٫۷۱۲۴°شمالی ۵۱٫۴۰۹۰°شرقی |        | ۸۸۳   |
| رگ باغ شهره       | ۳۴°۰۵′۰۴″شمالی ۵۱°۰۱′۰۹″شرقی / ۳۴٫۰۸۴۴°شمالی ۵۱٫۰۱۹۳°شرقی |        | ۸۸۴   |
| ریزآب             | ۳۳°۴۱′۲۴″شمالی ۵۱°۲۰′۱۳″شرقی / ۳۳٫۶۹۰۰°شمالی ۵۱٫۳۳۷۰°شرقی |        | ۸۸۵   |
| ریزآب             | ۳۳°۳۹′۲۴″شمالی ۵۱°۰۱′۴۴″شرقی / ۳۳٫۶۵۶۶°شمالی ۵۱٫۰۲۹۰°شرقی |        | ۸۸۶   |
| ریوند             | ۳۳°۴۲′۴۱″شمالی ۵۱°۱۰′۰۲″شرقی / ۳۳٫۷۱۱۳°شمالی ۵۱٫۱۶۷۳°شرقی |        | ۸۸۷   |
| زارمان            | ۳۳°۳۸′۵۷″شمالی ۵۱°۰۲′۲۶″شرقی / ۳۳٫۶۴۹۳°شمالی ۵۱٫۰۴۰۵°شرقی |        | ۸۸۸   |
| زرد               | ۳۳°۳۸′۱۱″شمالی ۵۱°۱۱′۴۸″شرقی / ۳۳٫۶۳۶۵°شمالی ۵۱٫۱۹۶۶°شرقی |        | ۸۸۹   |
| زرد               | ۳۴°۰۷′۵۸″شمالی ۵۱°۱۰′۳۷″شرقی / ۳۴٫۱۳۲۷°شمالی ۵۱٫۱۷۷۰°شرقی |        | ۸۹۰   |
| زرد               | ۳۴°۰۷′۲۳″شمالی ۵۱°۱۰′۵۲″شرقی / ۳۴٫۱۲۳۱°شمالی ۵۱٫۱۸۱۱°شرقی |        | ۸۹۱   |
| زردانجیربند       | ۳۳°۴۷′۲۲″شمالی ۵۱°۲۸′۱۳″شرقی / ۳۳٫۷۸۹۴°شمالی ۵۱٫۴۷۰۳°شرقی |        | ۸۹۲   |
| زردتاوه           | ۳۳°۵۳′۰۷″شمالی ۵۱°۲۲′۴۴″شرقی / ۳۳٫۸۸۵۲°شمالی ۵۱٫۳۷۸۹°شرقی |        | ۸۹۳   |
| زردتاوه           | ۳۳°۵۳′۵۱″شمالی ۵۱°۲۱′۵۴″شرقی / ۳۳٫۸۹۷۵°شمالی ۵۱٫۳۶۴۹°شرقی |        | ۸۹۴   |
| زردتاوه           | ۳۳°۵۲′۲۲″شمالی ۵۱°۲۳′۱۲″شرقی / ۳۳٫۸۷۲۹°شمالی ۵۱٫۳۸۶۶°شرقی |        | ۸۹۵   |
| زرددخترخوره       | ۳۳°۴۴′۲۹″شمالی ۵۱°۳۸′۵۱″شرقی / ۳۳٫۷۴۱۴°شمالی ۵۱٫۶۴۷۵°شرقی |        | ۸۹۶   |
| زرددره            | ۳۳°۵۳′۲۱″شمالی ۵۱°۱۷′۴۸″شرقی / ۳۳٫۸۸۹۱°شمالی ۵۱٫۲۹۶۸°شرقی |        | ۸۹۷   |
| زردسنجته          | ۳۳°۵۳′۰۵″شمالی ۵۱°۲۰′۴۵″شرقی / ۳۳٫۸۸۴۷°شمالی ۵۱٫۳۴۵۸°شرقی |        | ۸۹۸   |
| زردغرغری          | ۳۳°۴۴′۰۵″شمالی ۵۱°۳۸′۱۰″شرقی / ۳۳٫۷۳۴۸°شمالی ۵۱٫۶۳۶۲°شرقی |        | ۸۹۹   |
| زردکبودر          | ۳۳°۴۰′۰۶″شمالی ۵۱°۲۲′۰۶″شرقی / ۳۳٫۶۶۸۳°شمالی ۵۱٫۳۶۸۳°شرقی |        | ۹۰۰   |
| زردکمراشک         | ۳۳°۴۶′۰۰″شمالی ۵۱°۲۶′۲۰″شرقی / ۳۳٫۷۶۶۷°شمالی ۵۱٫۴۳۸۸°شرقی |        | ۹۰۱   |
| زردکوه            | ۳۳°۴۶′۵۶″شمالی ۵۱°۴۳′۳۰″شرقی / ۳۳٫۷۸۲۱°شمالی ۵۱٫۷۲۵۱°شرقی |        | ۹۰۲   |
| زردگنبدجزه        | ۳۳°۴۹′۴۳″شمالی ۵۱°۲۵′۲۵″شرقی / ۳۳٫۸۲۸۶°شمالی ۵۱٫۴۲۳۷°شرقی |        | ۹۰۳   |
| زردمیدان          | ۳۳°۴۴′۴۷″شمالی ۵۱°۲۰′۳۵″شرقی / ۳۳٫۷۴۶۳°شمالی ۵۱٫۳۴۳۱°شرقی |        | ۹۰۴   |
| زرده              | ۳۳°۳۹′۰۱″شمالی ۵۱°۲۷′۳۸″شرقی / ۳۳٫۶۵۰۴°شمالی ۵۱٫۴۶۰۶°شرقی |        | ۹۰۵   |
| زرده              | ۳۳°۴۳′۰۳″شمالی ۵۱°۲۰′۴۶″شرقی / ۳۳٫۷۱۷۶°شمالی ۵۱٫۳۴۶۰°شرقی |        | ۹۰۶   |
| زرده درجون        | ۳۳°۴۸′۵۰″شمالی ۵۱°۱۶′۰۰″شرقی / ۳۳٫۸۱۴۰°شمالی ۵۱٫۲۶۶۸°شرقی |        | ۹۰۷   |
| زرده کوه          | ۳۴°۰۰′۴۱″شمالی ۵۱°۰۶′۱۱″شرقی / ۳۴٫۰۱۱۵°شمالی ۵۱٫۱۰۳۰°شرقی |        | ۹۰۸   |
| زردهندقر          | ۳۳°۴۳′۳۷″شمالی ۵۱°۱۸′۱۰″شرقی / ۳۳٫۷۲۶۹°شمالی ۵۱٫۳۰۲۸°شرقی |        | ۹۰۹   |
| زنجره             | ۳۳°۳۷′۴۰″شمالی ۵۱°۱۵′۰۶″شرقی / ۳۳٫۶۲۷۸°شمالی ۵۱٫۲۵۱۶°شرقی |        | ۹۱۰   |
| زنجیره            | ۳۳°۳۷′۰۸″شمالی ۵۱°۱۴′۳۵″شرقی / ۳۳٫۶۱۸۹°شمالی ۵۱٫۲۴۳۰°شرقی |        | ۹۱۱   |
| زینل آباد         | ۳۳°۴۱′۱۶″شمالی ۵۱°۲۴′۴۹″شرقی / ۳۳٫۶۸۷۹°شمالی ۵۱٫۴۱۳۶°شرقی |        | ۹۱۲   |
| سالوا             | ۳۴°۰۷′۴۵″شمالی ۵۰°۵۸′۴۴″شرقی / ۳۴٫۱۲۹۲°شمالی ۵۰٫۹۷۸۹°شرقی |        | ۹۱۳   |
| سبسه              | ۳۳°۴۶′۰۷″شمالی ۵۱°۱۸′۳۰″شرقی / ۳۳٫۷۶۸۶°شمالی ۵۱٫۳۰۸۴°شرقی |        | ۹۱۴   |
| سربلنده           | ۳۳°۴۰′۳۴″شمالی ۵۱°۱۴′۳۶″شرقی / ۳۳٫۶۷۶۱°شمالی ۵۱٫۲۴۳۳°شرقی |        | ۹۱۵   |
| سرتخت             | ۳۳°۴۲′۰۶″شمالی ۵۱°۱۲′۰۵″شرقی / ۳۳٫۷۰۱۶°شمالی ۵۱٫۲۰۱۴°شرقی |        | ۹۱۶   |
| سردشته            | ۳۳°۵۳′۳۶″شمالی ۵۱°۰۹′۱۹″شرقی / ۳۳٫۸۹۳۲°شمالی ۵۱٫۱۵۵۲°شرقی |        | ۹۱۷   |
| سرسرچیل           | ۳۴°۰۶′۲۲″شمالی ۵۰°۵۷′۵۴″شرقی / ۳۴٫۱۰۶۱°شمالی ۵۰٫۹۶۵۰°شرقی |        | ۹۱۸   |
| سرسیاه            | ۳۳°۴۲′۴۶″شمالی ۵۱°۲۶′۰۷″شرقی / ۳۳٫۷۱۲۷°شمالی ۵۱٫۴۳۵۴°شرقی |        | ۹۱۹   |
| سفید              | ۳۳°۴۰′۴۹″شمالی ۵۱°۲۰′۲۵″شرقی / ۳۳٫۶۸۰۴°شمالی ۵۱٫۳۴۰۲°شرقی |        | ۹۲۰   |
| سفید              | ۳۳°۴۰′۵۷″شمالی ۵۱°۳۷′۰۲″شرقی / ۳۳٫۶۸۲۶°شمالی ۵۱٫۶۱۷۲°شرقی |        | ۹۲۱   |
| سفید              | ۳۳°۳۴′۰۲″شمالی ۵۱°۱۸′۵۵″شرقی / ۳۳٫۵۶۷۱°شمالی ۵۱٫۳۱۵۳°شرقی |        | ۹۲۲   |
| سم                | ۳۳°۵۸′۴۷″شمالی ۵۱°۰۲′۲۱″شرقی / ۳۳٫۹۷۹۷°شمالی ۵۱٫۰۳۹۲°شرقی |        | ۹۲۳   |
| سم                | ۳۳°۴۵′۵۸″شمالی ۵۱°۲۳′۴۶″شرقی / ۳۳٫۷۶۶۰°شمالی ۵۱٫۳۹۶۰°شرقی |        | ۹۲۴   |
| سمه               | ۳۳°۳۷′۴۵″شمالی ۵۱°۲۵′۴۸″شرقی / ۳۳٫۶۲۹۳°شمالی ۵۱٫۴۳۰۰°شرقی |        | ۹۲۵   |
| سناردر            | ۳۳°۵۷′۵۶″شمالی ۵۱°۰۱′۳۵″شرقی / ۳۳٫۹۶۵۵°شمالی ۵۱٫۰۲۶۴°شرقی |        | ۹۲۶   |
| سنگ کمر           | ۳۳°۳۴′۴۸″شمالی ۵۱°۱۲′۴۸″شرقی / ۳۳٫۵۷۹۹°شمالی ۵۱٫۲۱۳۲°شرقی |        | ۹۲۷   |
| سه دندانه         | ۳۴°۰۰′۰۴″شمالی ۵۱°۰۵′۴۸″شرقی / ۳۴٫۰۰۱۰°شمالی ۵۱٫۰۹۶۷°شرقی |        | ۹۲۸   |
| سه شاخ            | ۳۴°۱۱′۴۰″شمالی ۵۱°۰۵′۳۶″شرقی / ۳۴٫۱۹۴۵°شمالی ۵۱٫۰۹۳۳°شرقی |        | ۹۲۹   |
| سورامک            | ۳۳°۵۷′۴۳″شمالی ۵۱°۰۴′۲۲″شرقی / ۳۳٫۹۶۱۹°شمالی ۵۱٫۰۷۲۸°شرقی |        | ۹۳۰   |
| سونی یه           | ۳۴°۰۹′۵۵″شمالی ۵۱°۰۶′۱۵″شرقی / ۳۴٫۱۶۵۲°شمالی ۵۱٫۱۰۴۲°شرقی |        | ۹۳۱   |
| سی بند            | ۳۳°۵۱′۰۲″شمالی ۵۱°۲۴′۱۷″شرقی / ۳۳٫۸۵۰۶°شمالی ۵۱٫۴۰۴۷°شرقی |        | ۹۳۲   |
| سیاه              | ۳۳°۴۴′۳۸″شمالی ۵۱°۲۴′۰۱″شرقی / ۳۳٫۷۴۳۸°شمالی ۵۱٫۴۰۰۲°شرقی |        | ۹۳۳   |
| سیاه              | ۳۴°۲۲′۵۰″شمالی ۵۱°۰۳′۲۰″شرقی / ۳۴٫۳۸۰۶°شمالی ۵۱٫۰۵۵۶°شرقی |        | ۹۳۴   |
| سیاه              | ۳۴°۰۰′۵۹″شمالی ۵۱°۰۹′۱۴″شرقی / ۳۴٫۰۱۶۵°شمالی ۵۱٫۱۵۴۰°شرقی |        | ۹۳۵   |
| سیاه              | ۳۴°۰۱′۰۷″شمالی ۵۱°۰۹′۳۴″شرقی / ۳۴٫۰۱۸۷°شمالی ۵۱٫۱۵۹۵°شرقی |        | ۹۳۶   |
| سیاه              | ۳۴°۰۲′۴۸″شمالی ۵۱°۱۶′۳۷″شرقی / ۳۴٫۰۴۶۶°شمالی ۵۱٫۲۷۶۹°شرقی |        | ۹۳۷   |
| سیاه استرک        | ۳۴°۰۱′۳۸″شمالی ۵۱°۱۲′۲۶″شرقی / ۳۴٫۰۲۷۳°شمالی ۵۱٫۲۰۷۱°شرقی |        | ۹۳۸   |
| سیاه استرک        | ۳۴°۰۰′۵۷″شمالی ۵۱°۱۳′۳۹″شرقی / ۳۴٫۰۱۵۹°شمالی ۵۱٫۲۲۷۶°شرقی |        | ۹۳۹   |
| سیاه بلند         | ۳۳°۵۳′۱۴″شمالی ۵۱°۱۴′۲۹″شرقی / ۳۳٫۸۸۷۲°شمالی ۵۱٫۲۴۱۳°شرقی |        | ۹۴۰   |
| سیاه کاربون       | ۳۳°۴۳′۲۳″شمالی ۵۱°۲۲′۵۰″شرقی / ۳۳٫۷۲۳۰°شمالی ۵۱٫۳۸۰۵°شرقی |        | ۹۴۱   |
| سیاه کدیوم        | ۳۳°۴۳′۳۹″شمالی ۵۱°۲۱′۲۵″شرقی / ۳۳٫۷۲۷۵°شمالی ۵۱٫۳۵۶۹°شرقی |        | ۹۴۲   |
| سیاه کوه          | ۳۳°۵۱′۲۲″شمالی ۵۱°۱۷′۴۱″شرقی / ۳۳٫۸۵۶۱°شمالی ۵۱٫۲۹۴۶°شرقی |        | ۹۴۳   |
| سیاه کوه          | ۳۳°۵۰′۳۱″شمالی ۵۱°۱۹′۳۷″شرقی / ۳۳٫۸۴۲۰°شمالی ۵۱٫۳۲۷۰°شرقی |        | ۹۴۴   |
| سیاه کوه          | ۳۳°۴۶′۲۸″شمالی ۵۱°۲۰′۰۵″شرقی / ۳۳٫۷۷۴۵°شمالی ۵۱٫۳۳۴۸°شرقی |        | ۹۴۵   |
| سیاه هری          | ۳۳°۴۳′۴۵″شمالی ۵۱°۳۹′۲۶″شرقی / ۳۳٫۷۲۹۲°شمالی ۵۱٫۶۵۷۲°شرقی |        | ۹۴۶   |
| سیبونه            | ۳۴°۱۵′۳۱″شمالی ۵۱°۰۲′۴۵″شرقی / ۳۴٫۲۵۸۵°شمالی ۵۱٫۰۴۵۷°شرقی |        | ۹۴۷   |
| سیروم             | ۳۳°۵۸′۰۹″شمالی ۵۱°۱۳′۵۰″شرقی / ۳۳٫۹۶۹۲°شمالی ۵۱٫۲۳۰۵°شرقی |        | ۹۴۸   |
| سیروم             | ۳۳°۵۸′۱۲″شمالی ۵۱°۱۵′۰۹″شرقی / ۳۳٫۹۷۰۰°شمالی ۵۱٫۲۵۲۵°شرقی |        | ۹۴۹   |
| سین صندوق         | ۳۳°۴۰′۵۷″شمالی ۵۱°۱۳′۲۶″شرقی / ۳۳٫۶۸۲۵°شمالی ۵۱٫۲۲۳۸°شرقی |        | ۹۵۰   |
| سینه رک           | ۳۴°۰۸′۱۳″شمالی ۵۱°۰۳′۰۱″شرقی / ۳۴٫۱۳۶۹°شمالی ۵۱٫۰۵۰۳°شرقی |        | ۹۵۱   |
| سینه رک           | ۳۴°۰۷′۱۴″شمالی ۵۱°۰۴′۱۰″شرقی / ۳۴٫۱۲۰۶°شمالی ۵۱٫۰۶۹۵°شرقی |        | ۹۵۲   |
| سینه سفره         | ۳۳°۵۱′۰۱″شمالی ۵۱°۰۳′۴۸″شرقی / ۳۳٫۸۵۰۴°شمالی ۵۱٫۰۶۳۴°شرقی |        | ۹۵۳   |
| شاهسواران         | ۳۳°۴۳′۳۲″شمالی ۵۱°۳۲′۳۱″شرقی / ۳۳٫۷۲۵۵°شمالی ۵۱٫۵۴۱۹°شرقی |        | ۹۵۴   |
| شترووج            | ۳۳°۳۳′۰۷″شمالی ۵۱°۱۴′۲۰″شرقی / ۳۳٫۵۵۱۹°شمالی ۵۱٫۲۳۹۰°شرقی |        | ۹۵۵   |
| شره بات           | ۳۴°۱۶′۰۷″شمالی ۵۱°۰۳′۰۱″شرقی / ۳۴٫۲۶۸۵°شمالی ۵۱٫۰۵۰۲°شرقی |        | ۹۵۶   |
| شکارآباد          | ۳۴°۰۴′۲۱″شمالی ۵۱°۰۲′۰۳″شرقی / ۳۴٫۰۷۲۴°شمالی ۵۱٫۰۳۴۱°شرقی |        | ۹۵۷   |
| شکارچی            | ۳۴°۰۲′۳۲″شمالی ۵۱°۱۱′۰۶″شرقی / ۳۴٫۰۴۲۲°شمالی ۵۱٫۱۸۵۱°شرقی |        | ۹۵۸   |
| شیر               | ۳۴°۰۹′۰۶″شمالی ۵۱°۰۸′۰۵″شرقی / ۳۴٫۱۵۱۸°شمالی ۵۱٫۱۳۴۶°شرقی |        | ۹۵۹   |
| شیرآهنگ           | ۳۳°۵۹′۴۶″شمالی ۵۱°۰۴′۲۹″شرقی / ۳۳٫۹۹۶۰°شمالی ۵۱٫۰۷۴۷°شرقی |        | ۹۶۰   |
| شیرچه             | ۳۳°۳۷′۰۲″شمالی ۵۱°۰۴′۲۶″شرقی / ۳۳٫۶۱۷۲°شمالی ۵۱٫۰۷۳۸°شرقی |        | ۹۶۱   |
| شیرچه             | ۳۳°۳۶′۲۸″شمالی ۵۱°۰۴′۱۸″شرقی / ۳۳٫۶۰۷۸°شمالی ۵۱٫۰۷۱۸°شرقی |        | ۹۶۲   |
| شیرگله            | ۳۳°۵۳′۳۴″شمالی ۵۱°۱۴′۳۱″شرقی / ۳۳٫۸۹۲۷°شمالی ۵۱٫۲۴۱۹°شرقی |        | ۹۶۳   |
| شیرم آباد         | ۳۳°۵۹′۲۸″شمالی ۵۱°۰۸′۲۸″شرقی / ۳۳٫۹۹۱۲°شمالی ۵۱٫۱۴۱۲°شرقی |        | ۹۶۴   |
| شیرنگ             | ۳۴°۰۰′۰۲″شمالی ۵۱°۰۴′۳۲″شرقی / ۳۴٫۰۰۰۶°شمالی ۵۱٫۰۷۵۵°شرقی |        | ۹۶۵   |
| صحرابور           | ۳۳°۴۱′۴۶″شمالی ۵۱°۰۹′۵۴″شرقی / ۳۳٫۶۹۶۰°شمالی ۵۱٫۱۶۴۹°شرقی |        | ۹۶۶   |
| عسگر              | ۳۳°۴۱′۲۵″شمالی ۵۱°۲۴′۳۷″شرقی / ۳۳٫۶۹۰۳°شمالی ۵۱٫۴۱۰۲°شرقی |        | ۹۶۷   |
| غفارآباد          | ۳۳°۴۸′۵۶″شمالی ۵۱°۲۷′۳۴″شرقی / ۳۳٫۸۱۵۵°شمالی ۵۱٫۴۵۹۵°شرقی |        | ۹۶۸   |
| فرهادی            | ۳۴°۱۶′۵۱″شمالی ۵۱°۰۳′۳۲″شرقی / ۳۴٫۲۸۰۸°شمالی ۵۱٫۰۵۸۸°شرقی |        | ۹۶۹   |
| فقه               | ۳۳°۴۳′۵۶″شمالی ۵۱°۴۰′۱۲″شرقی / ۳۳٫۷۳۲۲°شمالی ۵۱٫۶۶۹۹°شرقی |        | ۹۷۰   |
| فلان              | ۳۴°۱۵′۴۱″شمالی ۵۱°۰۴′۱۷″شرقی / ۳۴٫۲۶۱۴°شمالی ۵۱٫۰۷۱۳°شرقی |        | ۹۷۱   |
| قبلش              | ۳۳°۳۱′۴۸″شمالی ۵۱°۱۴′۲۸″شرقی / ۳۳٫۵۲۹۹°شمالی ۵۱٫۲۴۱۰°شرقی |        | ۹۷۲   |
| قبله              | ۳۳°۴۳′۵۸″شمالی ۵۱°۲۶′۳۷″شرقی / ۳۳٫۷۳۲۸°شمالی ۵۱٫۴۴۳۵°شرقی |        | ۹۷۳   |
| قبله              | ۳۳°۵۲′۵۸″شمالی ۵۱°۰۷′۵۸″شرقی / ۳۳٫۸۸۲۷°شمالی ۵۱٫۱۳۲۹°شرقی |        | ۹۷۴   |
| قبله              | ۳۳°۵۶′۴۹″شمالی ۵۱°۱۶′۴۰″شرقی / ۳۳٫۹۴۶۹°شمالی ۵۱٫۲۷۷۸°شرقی |        | ۹۷۵   |
| قدمگاه            | ۳۴°۰۵′۰۳″شمالی ۵۱°۰۴′۰۲″شرقی / ۳۴٫۰۸۴۳°شمالی ۵۱٫۰۶۷۲°شرقی |        | ۹۷۶   |
| قره ماهور         | ۳۳°۳۲′۲۱″شمالی ۵۱°۲۰′۲۷″شرقی / ۳۳٫۵۳۹۲°شمالی ۵۱٫۳۴۰۷°شرقی |        | ۹۷۷   |
| قره ماهور         | ۳۳°۳۰′۴۸″شمالی ۵۱°۱۸′۵۳″شرقی / ۳۳٫۵۱۳۳°شمالی ۵۱٫۳۱۴۷°شرقی |        | ۹۷۸   |
| قلبه زرده         | ۳۳°۴۸′۱۷″شمالی ۵۱°۱۲′۴۴″شرقی / ۳۳٫۸۰۴۶°شمالی ۵۱٫۲۱۲۲°شرقی |        | ۹۷۹   |
| قلعه باباابراهیم  | ۳۳°۴۱′۱۸″شمالی ۵۱°۰۴′۴۴″شرقی / ۳۳٫۶۸۸۳°شمالی ۵۱٫۰۷۹۰°شرقی |        | ۹۸۰   |
| قلعه سنگ          | ۳۴°۰۳′۴۳″شمالی ۵۱°۱۲′۲۷″شرقی / ۳۴٫۰۶۲۰°شمالی ۵۱٫۲۰۷۶°شرقی |        | ۹۸۱   |
| قلعه ماهور        | ۳۳°۳۴′۲۷″شمالی ۵۱°۲۰′۰۳″شرقی / ۳۳٫۵۷۴۳°شمالی ۵۱٫۳۳۴۳°شرقی |        | ۹۸۲   |
| قلمبه جنیها       | ۳۴°۱۰′۲۹″شمالی ۵۱°۱۱′۵۸″شرقی / ۳۴٫۱۷۴۷°شمالی ۵۱٫۱۹۹۴°شرقی |        | ۹۸۳   |
| قلمبه دیب         | ۳۴°۰۸′۲۳″شمالی ۵۱°۱۱′۴۸″شرقی / ۳۴٫۱۳۹۶°شمالی ۵۱٫۱۹۶۸°شرقی |        | ۹۸۴   |
| قلمبه مارج آقا    | ۳۴°۱۲′۰۱″شمالی ۵۱°۰۹′۴۴″شرقی / ۳۴٫۲۰۰۳°شمالی ۵۱٫۱۶۲۲°شرقی |        | ۹۸۵   |
| قلمبه میرزا       | ۳۴°۰۸′۰۳″شمالی ۵۱°۰۹′۳۶″شرقی / ۳۴٫۱۳۴۱°شمالی ۵۱٫۱۶۰۱°شرقی |        | ۹۸۶   |
| قلمبه هولاپران    | ۳۴°۱۰′۲۵″شمالی ۵۱°۰۴′۰۲″شرقی / ۳۴٫۱۷۳۶°شمالی ۵۱٫۰۶۷۲°شرقی |        | ۹۸۷   |
| قله سیاه          | ۳۳°۵۶′۳۲″شمالی ۵۱°۰۹′۴۸″شرقی / ۳۳٫۹۴۲۳°شمالی ۵۱٫۱۶۳۳°شرقی |        | ۹۸۸   |
| قله عسله          | ۳۳°۴۰′۴۳″شمالی ۵۱°۰۴′۰۴″شرقی / ۳۳٫۶۷۸۷°شمالی ۵۱٫۰۶۷۸°شرقی |        | ۹۸۹   |
| قهار              | ۳۳°۳۹′۳۱″شمالی ۵۱°۱۲′۱۹″شرقی / ۳۳٫۶۵۸۵°شمالی ۵۱٫۲۰۵۴°شرقی |        | ۹۹۰   |
| قوقو              | ۳۴°۱۲′۱۸″شمالی ۵۱°۰۱′۳۹″شرقی / ۳۴٫۲۰۵۰°شمالی ۵۱٫۰۲۷۶°شرقی |        | ۹۹۱   |
| قولقولی احمد      | ۳۴°۰۹′۳۸″شمالی ۵۱°۰۵′۲۹″شرقی / ۳۴٫۱۶۰۵°شمالی ۵۱٫۰۹۱۴°شرقی |        | ۹۹۲   |
| قیماس             | ۳۴°۱۷′۴۸″شمالی ۵۱°۰۹′۳۰″شرقی / ۳۴٫۲۹۶۶°شمالی ۵۱٫۱۵۸۴°شرقی |        | ۹۹۳   |
| کاردساق آباد      | ۳۴°۲۳′۱۹″شمالی ۵۱°۰۷′۵۵″شرقی / ۳۴٫۳۸۸۵°شمالی ۵۱٫۱۳۱۹°شرقی |        | ۹۹۴   |
| کاردساق آباد      | ۳۴°۲۳′۱۹″شمالی ۵۱°۰۷′۰۷″شرقی / ۳۴٫۳۸۸۵°شمالی ۵۱٫۱۱۸۵°شرقی |        | ۹۹۵   |
| کاردسخت           | ۳۴°۰۱′۴۴″شمالی ۵۱°۰۷′۳۶″شرقی / ۳۴٫۰۲۸۸°شمالی ۵۱٫۱۲۶۸°شرقی |        | ۹۹۶   |
| کاردسفت           | ۳۴°۰۱′۳۸″شمالی ۵۱°۰۷′۲۳″شرقی / ۳۴٫۰۲۷۳°شمالی ۵۱٫۱۲۳۱°شرقی |        | ۹۹۷   |
| کاردگلستانه       | ۳۴°۰۲′۰۴″شمالی ۵۱°۰۷′۱۲″شرقی / ۳۴٫۰۳۴۵°شمالی ۵۱٫۱۲۰۰°شرقی |        | ۹۹۸   |
| کارگ              | ۳۳°۴۹′۲۶″شمالی ۵۱°۱۴′۲۹″شرقی / ۳۳٫۸۲۳۸°شمالی ۵۱٫۲۴۱۵°شرقی |        | ۹۹۹   |
| کارگه شده         | ۳۳°۴۵′۴۹″شمالی ۵۱°۱۰′۲۶″شرقی / ۳۳٫۷۶۳۶°شمالی ۵۱٫۱۷۳۸°شرقی |        | ۱۰۰۰  |
| کاله خون          | ۳۴°۰۷′۳۵″شمالی ۵۱°۰۸′۵۱″شرقی / ۳۴٫۱۲۶۴°شمالی ۵۱٫۱۴۷۶°شرقی |        | ۱۰۰۱  |
| کاهدون            | ۳۳°۳۸′۵۳″شمالی ۵۱°۱۶′۰۷″شرقی / ۳۳٫۶۴۸۱°شمالی ۵۱٫۲۶۸۵°شرقی |        | ۱۰۰۲  |
| کاوک              | ۳۳°۴۹′۳۸″شمالی ۵۱°۲۳′۴۲″شرقی / ۳۳٫۸۲۷۲°شمالی ۵۱٫۳۹۵۰°شرقی |        | ۱۰۰۳  |
| کبوتر             | ۳۳°۴۰′۴۵″شمالی ۵۱°۲۲′۰۶″شرقی / ۳۳٫۶۷۹۲°شمالی ۵۱٫۳۶۸۲°شرقی |        | ۱۰۰۴  |
| کبود              | ۳۴°۰۱′۳۶″شمالی ۵۱°۰۴′۲۲″شرقی / ۳۴٫۰۲۶۶°شمالی ۵۱٫۰۷۲۷°شرقی |        | ۱۰۰۵  |
| کبودر             | ۳۳°۴۰′۵۸″شمالی ۵۱°۲۲′۴۸″شرقی / ۳۳٫۶۸۲۹°شمالی ۵۱٫۳۸۰۱°شرقی |        | ۱۰۰۶  |
| کرشک              | ۳۳°۳۸′۵۳″شمالی ۵۱°۳۳′۱۱″شرقی / ۳۳٫۶۴۸۰°شمالی ۵۱٫۵۵۳۱°شرقی |        | ۱۰۰۷  |
| کره               | ۳۴°۰۵′۴۱″شمالی ۵۱°۰۸′۲۸″شرقی / ۳۴٫۰۹۴۸°شمالی ۵۱٫۱۴۱۱°شرقی |        | ۱۰۰۸  |
| کرووه             | ۳۴°۱۶′۲۷″شمالی ۵۱°۰۷′۳۵″شرقی / ۳۴٫۲۷۴۲°شمالی ۵۱٫۱۲۶۳°شرقی |        | ۱۰۰۹  |
| کرووه             | ۳۴°۱۶′۱۱″شمالی ۵۱°۰۷′۰۴″شرقی / ۳۴٫۲۶۹۶°شمالی ۵۱٫۱۱۷۸°شرقی |        | ۱۰۱۰  |
| کشت داغچه         | ۳۳°۵۵′۱۳″شمالی ۵۱°۰۳′۴۹″شرقی / ۳۳٫۹۲۰۳°شمالی ۵۱٫۰۶۳۷°شرقی |        | ۱۰۱۱  |
| کفتارکوه          | ۳۴°۰۹′۰۱″شمالی ۵۱°۱۳′۳۱″شرقی / ۳۴٫۱۵۰۴°شمالی ۵۱٫۲۲۵۳°شرقی |        | ۱۰۱۲  |
| کفتارکوه          | ۳۴°۲۱′۴۵″شمالی ۵۱°۰۱′۴۷″شرقی / ۳۴٫۳۶۲۴°شمالی ۵۱٫۰۲۹۷°شرقی |        | ۱۰۱۳  |
| کفتارهوله         | ۳۳°۳۶′۱۵″شمالی ۵۱°۱۰′۱۸″شرقی / ۳۳٫۶۰۴۳°شمالی ۵۱٫۱۷۱۶°شرقی |        | ۱۰۱۴  |
| کلنگ              | ۳۳°۵۵′۵۳″شمالی ۵۱°۱۷′۳۴″شرقی / ۳۳٫۹۳۱۳°شمالی ۵۱٫۲۹۲۸°شرقی |        | ۱۰۱۵  |
| کلنگ              | ۳۳°۵۴′۵۰″شمالی ۵۱°۱۸′۴۰″شرقی / ۳۳٫۹۱۴۰°شمالی ۵۱٫۳۱۱۰°شرقی |        | ۱۰۱۶  |
| کلنگ آباد         | ۳۴°۲۱′۲۸″شمالی ۵۱°۱۲′۰۵″شرقی / ۳۴٫۳۵۷۸°شمالی ۵۱٫۲۰۱۵°شرقی |        | ۱۰۱۷  |
| کلنگ آباد         | ۳۴°۲۰′۵۵″شمالی ۵۱°۱۲′۴۴″شرقی / ۳۴٫۳۴۸۷°شمالی ۵۱٫۲۱۲۳°شرقی |        | ۱۰۱۸  |
| کلنگ پشت دندانه   | ۳۳°۵۵′۵۲″شمالی ۵۱°۱۳′۱۰″شرقی / ۳۳٫۹۳۱۲°شمالی ۵۱٫۲۱۹۵°شرقی |        | ۱۰۱۹  |
| کلنگ دزدا         | ۳۴°۱۴′۲۹″شمالی ۵۱°۰۹′۱۳″شرقی / ۳۴٫۲۴۱۵°شمالی ۵۱٫۱۵۳۵°شرقی |        | ۱۰۲۰  |
| کلنگ دوک          | ۳۴°۰۱′۲۳″شمالی ۵۱°۰۷′۵۶″شرقی / ۳۴٫۰۲۳۱°شمالی ۵۱٫۱۳۲۳°شرقی |        | ۱۰۲۱  |
| کلنگ ریزآب        | ۳۳°۴۱′۵۶″شمالی ۵۱°۲۰′۱۰″شرقی / ۳۳٫۶۹۸۸°شمالی ۵۱٫۳۳۶۱°شرقی |        | ۱۰۲۲  |
| کلنگ سرده         | ۳۳°۵۴′۰۶″شمالی ۵۱°۰۳′۰۴″شرقی / ۳۳٫۹۰۱۷°شمالی ۵۱٫۰۵۱۲°شرقی |        | ۱۰۲۳  |
| کلنگ کش شتره      | ۳۳°۵۴′۵۶″شمالی ۵۱°۱۳′۱۶″شرقی / ۳۳٫۹۱۵۶°شمالی ۵۱٫۲۲۱۰°شرقی |        | ۱۰۲۴  |
| کلنگیان           | ۳۳°۳۶′۳۱″شمالی ۵۱°۱۵′۵۳″شرقی / ۳۳٫۶۰۸۷°شمالی ۵۱٫۲۶۴۸°شرقی |        | ۱۰۲۵  |
| کمراشک            | ۳۳°۴۷′۲۵″شمالی ۵۱°۱۲′۱۳″شرقی / ۳۳٫۷۹۰۳°شمالی ۵۱٫۲۰۳۷°شرقی |        | ۱۰۲۶  |
| کمربالاآب         | ۳۳°۴۴′۲۲″شمالی ۵۱°۰۸′۳۴″شرقی / ۳۳٫۷۳۹۴°شمالی ۵۱٫۱۴۲۸°شرقی |        | ۱۰۲۷  |
| کمرپارند          | ۳۳°۳۷′۲۰″شمالی ۵۱°۱۴′۵۱″شرقی / ۳۳٫۶۲۲۲°شمالی ۵۱٫۲۴۷۴°شرقی |        | ۱۰۲۸  |
| کمرپاغون          | ۳۳°۳۶′۳۱″شمالی ۵۱°۱۲′۰۵″شرقی / ۳۳٫۶۰۸۵°شمالی ۵۱٫۲۰۱۳°شرقی |        | ۱۰۲۹  |
| کمرپایین          | ۳۳°۴۵′۱۵″شمالی ۵۱°۰۷′۳۸″شرقی / ۳۳٫۷۵۴۱°شمالی ۵۱٫۱۲۷۱°شرقی |        | ۱۰۳۰  |
| کمرپائین آب       | ۳۳°۴۵′۵۰″شمالی ۵۱°۰۷′۰۸″شرقی / ۳۳٫۷۶۳۹°شمالی ۵۱٫۱۱۸۹°شرقی |        | ۱۰۳۱  |
| کمرپشت            | ۳۳°۴۶′۴۹″شمالی ۵۱°۲۵′۰۴″شرقی / ۳۳٫۷۸۰۴°شمالی ۵۱٫۴۱۷۷°شرقی |        | ۱۰۳۲  |
| کمرتیر            | ۳۳°۴۳′۳۲″شمالی ۵۱°۱۰′۲۷″شرقی / ۳۳٫۷۲۵۶°شمالی ۵۱٫۱۷۴۱°شرقی |        | ۱۰۳۳  |
| کمرتیز            | ۳۳°۴۰′۵۰″شمالی ۵۱°۰۳′۳۰″شرقی / ۳۳٫۶۸۰۶°شمالی ۵۱٫۰۵۸۴°شرقی |        | ۱۰۳۴  |
| کمرتیز            | ۳۳°۴۰′۴۳″شمالی ۵۱°۰۲′۲۰″شرقی / ۳۳٫۶۷۸۷°شمالی ۵۱٫۰۳۸۸°شرقی |        | ۱۰۳۵  |
| کمرچاله           | ۳۳°۴۱′۲۲″شمالی ۵۱°۰۹′۴۷″شرقی / ۳۳٫۶۸۹۴°شمالی ۵۱٫۱۶۳۱°شرقی |        | ۱۰۳۶  |
| کمرچنگیز          | ۳۳°۳۶′۲۱″شمالی ۵۱°۱۷′۳۶″شرقی / ۳۳٫۶۰۵۹°شمالی ۵۱٫۲۹۳۳°شرقی |        | ۱۰۳۷  |
| کمرخراب           | ۳۳°۵۴′۱۳″شمالی ۵۱°۱۰′۳۶″شرقی / ۳۳٫۹۰۳۵°شمالی ۵۱٫۱۷۶۶°شرقی |        | ۱۰۳۸  |
| کمرخراجن          | ۳۳°۳۵′۲۱″شمالی ۵۱°۱۳′۵۵″شرقی / ۳۳٫۵۸۹۱°شمالی ۵۱٫۲۳۲۰°شرقی |        | ۱۰۳۹  |
| کمرخروش           | ۳۳°۴۷′۴۵″شمالی ۵۱°۰۴′۰۲″شرقی / ۳۳٫۷۹۵۷°شمالی ۵۱٫۰۶۷۲°شرقی |        | ۱۰۴۰  |
| کمردروازه         | ۳۳°۴۶′۵۵″شمالی ۵۱°۲۶′۳۸″شرقی / ۳۳٫۷۸۲۰°شمالی ۵۱٫۴۴۳۸°شرقی |        | ۱۰۴۱  |
| کمردولاب          | ۳۳°۴۶′۰۶″شمالی ۵۱°۰۵′۵۹″شرقی / ۳۳٫۷۶۸۲°شمالی ۵۱٫۰۹۹۷°شرقی |        | ۱۰۴۲  |
| کمرریوند          | ۳۳°۴۲′۴۹″شمالی ۵۱°۱۱′۵۱″شرقی / ۳۳٫۷۱۳۵°شمالی ۵۱٫۱۹۷۴°شرقی |        | ۱۰۴۳  |
| کمرساده           | ۳۳°۳۵′۳۰″شمالی ۵۱°۱۱′۴۹″شرقی / ۳۳٫۵۹۱۷°شمالی ۵۱٫۱۹۷۰°شرقی |        | ۱۰۴۴  |
| کمرسفید           | ۳۳°۳۹′۰۳″شمالی ۵۱°۰۸′۳۲″شرقی / ۳۳٫۶۵۰۹°شمالی ۵۱٫۱۴۲۲°شرقی |        | ۱۰۴۵  |
| کمرسفید           | ۳۳°۳۸′۵۲″شمالی ۵۱°۰۶′۵۸″شرقی / ۳۳٫۶۴۷۷°شمالی ۵۱٫۱۱۶۱°شرقی |        | ۱۰۴۶  |
| کمرسفید           | ۳۳°۳۶′۵۳″شمالی ۵۱°۱۱′۱۰″شرقی / ۳۳٫۶۱۴۷°شمالی ۵۱٫۱۸۶۲°شرقی |        | ۱۰۴۷  |
| کمرسفیدچوقان      | ۳۳°۳۵′۲۱″شمالی ۵۱°۱۴′۳۷″شرقی / ۳۳٫۵۸۹۳°شمالی ۵۱٫۲۴۳۷°شرقی |        | ۱۰۴۸  |
| کمرسفیدچوقان      | ۳۳°۳۵′۱۶″شمالی ۵۱°۱۵′۲۳″شرقی / ۳۳٫۵۸۷۷°شمالی ۵۱٫۲۵۶۴°شرقی |        | ۱۰۴۹  |
| کمرسفیدهمزاوه     | ۳۳°۳۴′۰۸″شمالی ۵۱°۱۷′۱۰″شرقی / ۳۳٫۵۶۹۰°شمالی ۵۱٫۲۸۶۰°شرقی |        | ۱۰۵۰  |
| کمرشمع            | ۳۳°۴۱′۴۸″شمالی ۵۱°۰۶′۵۵″شرقی / ۳۳٫۶۹۶۷°شمالی ۵۱٫۱۱۵۳°شرقی |        | ۱۰۵۱  |
| کمرطاق            | ۳۳°۴۰′۰۰″شمالی ۵۱°۰۴′۵۳″شرقی / ۳۳٫۶۶۶۸°شمالی ۵۱٫۰۸۱۵°شرقی |        | ۱۰۵۲  |
| کمرطاق            | ۳۳°۴۰′۴۸″شمالی ۵۱°۰۵′۵۲″شرقی / ۳۳٫۶۸۰۱°شمالی ۵۱٫۰۹۷۷°شرقی |        | ۱۰۵۳  |
| کمرقلعه           | ۳۳°۵۴′۱۳″شمالی ۵۱°۱۵′۵۵″شرقی / ۳۳٫۹۰۳۵°شمالی ۵۱٫۲۶۵۴°شرقی |        | ۱۰۵۴  |
| کمرکشه سنگه       | ۳۳°۴۹′۴۴″شمالی ۵۱°۰۴′۳۱″شرقی / ۳۳٫۸۲۹۰°شمالی ۵۱٫۰۷۵۴°شرقی |        | ۱۰۵۵  |
| کمرکوفته          | ۳۳°۴۱′۳۶″شمالی ۵۱°۳۳′۰۴″شرقی / ۳۳٫۶۹۳۴°شمالی ۵۱٫۵۵۱۰°شرقی |        | ۱۰۵۶  |
| کمرگاه            | ۳۳°۳۶′۴۴″شمالی ۵۱°۰۷′۰۶″شرقی / ۳۳٫۶۱۲۳°شمالی ۵۱٫۱۱۸۲°شرقی |        | ۱۰۵۷  |
| کمرگرگتیر         | ۳۳°۴۹′۰۷″شمالی ۵۱°۰۳′۰۲″شرقی / ۳۳٫۸۱۸۷°شمالی ۵۱٫۰۵۰۶°شرقی |        | ۱۰۵۸  |
| کمرنابر           | ۳۳°۵۳′۱۸″شمالی ۵۱°۱۲′۵۷″شرقی / ۳۳٫۸۸۸۳°شمالی ۵۱٫۲۱۵۸°شرقی |        | ۱۰۵۹  |
| کمرنجفی           | ۳۳°۴۱′۳۵″شمالی ۵۱°۰۸′۳۱″شرقی / ۳۳٫۶۹۳۰°شمالی ۵۱٫۱۴۲۰°شرقی |        | ۱۰۶۰  |
| کمرورگونه         | ۳۳°۴۴′۱۷″شمالی ۵۱°۱۹′۱۶″شرقی / ۳۳٫۷۳۸۰°شمالی ۵۱٫۳۲۱۱°شرقی |        | ۱۰۶۱  |
| کمرونو            | ۳۳°۳۵′۴۵″شمالی ۵۱°۰۸′۲۵″شرقی / ۳۳٫۵۹۵۸°شمالی ۵۱٫۱۴۰۴°شرقی |        | ۱۰۶۲  |
| کمگله             | ۳۳°۴۵′۴۵″شمالی ۵۱°۱۶′۰۷″شرقی / ۳۳٫۷۶۲۶°شمالی ۵۱٫۲۶۸۵°شرقی |        | ۱۰۶۳  |
| کنگرون            | ۳۳°۳۶′۵۵″شمالی ۵۱°۲۳′۲۹″شرقی / ۳۳٫۶۱۵۲°شمالی ۵۱٫۳۹۱۵°شرقی |        | ۱۰۶۴  |
| کوچا              | ۳۳°۳۹′۱۹″شمالی ۵۱°۳۴′۳۴″شرقی / ۳۳٫۶۵۵۴°شمالی ۵۱٫۵۷۶۲°شرقی |        | ۱۰۶۵  |
| کوچه تک           | ۳۳°۵۴′۴۴″شمالی ۵۱°۰۳′۳۶″شرقی / ۳۳٫۹۱۲۳°شمالی ۵۱٫۰۵۹۹°شرقی |        | ۱۰۶۶  |
| کوچه‌های خونسرده   | ۳۴°۱۵′۰۳″شمالی ۵۱°۰۳′۲۷″شرقی / ۳۴٫۲۵۰۹°شمالی ۵۱٫۰۵۷۶°شرقی |        | ۱۰۶۷  |
| کولکالگه          | ۳۳°۵۷′۴۳″شمالی ۵۱°۰۹′۵۰″شرقی / ۳۳٫۹۶۲۰°شمالی ۵۱٫۱۶۳۸°شرقی |        | ۱۰۶۸  |
| کونه مازون        | ۳۳°۵۲′۰۷″شمالی ۵۱°۰۵′۰۷″شرقی / ۳۳٫۸۶۸۵°شمالی ۵۱٫۰۸۵۴°شرقی |        | ۱۰۶۹  |
| کئین              | ۳۴°۱۸′۵۶″شمالی ۵۱°۰۱′۲۷″شرقی / ۳۴٫۳۱۵۵°شمالی ۵۱٫۰۲۴۱°شرقی |        | ۱۰۷۰  |
| گرد               | ۳۴°۰۳′۴۰″شمالی ۵۱°۱۰′۵۶″شرقی / ۳۴٫۰۶۱۰°شمالی ۵۱٫۱۸۲۲°شرقی |        | ۱۰۷۱  |
| گرده              | ۳۳°۴۸′۱۶″شمالی ۵۱°۲۸′۱۵″شرقی / ۳۳٫۸۰۴۴°شمالی ۵۱٫۴۷۰۹°شرقی |        | ۱۰۷۲  |
| گرسفید            | ۳۳°۵۳′۰۷″شمالی ۵۱°۰۲′۲۶″شرقی / ۳۳٫۸۸۵۲°شمالی ۵۱٫۰۴۰۶°شرقی |        | ۱۰۷۳  |
| گرگیش             | ۳۳°۳۹′۵۷″شمالی ۵۱°۱۸′۱۱″شرقی / ۳۳٫۶۶۵۷°شمالی ۵۱٫۳۰۳۰°شرقی |        | ۱۰۷۴  |
| گرگیش             | ۳۳°۴۰′۱۳″شمالی ۵۱°۱۹′۵۶″شرقی / ۳۳٫۶۷۰۲°شمالی ۵۱٫۳۳۲۳°شرقی |        | ۱۰۷۵  |
| گلجه              | ۳۳°۳۸′۱۱″شمالی ۵۱°۲۲′۰۴″شرقی / ۳۳٫۶۳۶۴°شمالی ۵۱٫۳۶۷۸°شرقی |        | ۱۰۷۶  |
| گله حسنارود       | ۳۴°۰۰′۵۳″شمالی ۵۱°۰۵′۱۴″شرقی / ۳۴٫۰۱۴۸°شمالی ۵۱٫۰۸۷۲°شرقی |        | ۱۰۷۷  |
| گله گرده          | ۳۳°۴۱′۵۰″شمالی ۵۱°۳۰′۴۴″شرقی / ۳۳٫۶۹۷۳°شمالی ۵۱٫۵۱۲۱°شرقی |        | ۱۰۷۸  |
| گله گرده          | ۳۳°۴۰′۱۴″شمالی ۵۱°۳۰′۴۵″شرقی / ۳۳٫۶۷۰۶°شمالی ۵۱٫۵۱۲۴°شرقی |        | ۱۰۷۹  |
| گهروز             | ۳۳°۴۳′۲۲″شمالی ۵۱°۱۲′۳۷″شرقی / ۳۳٫۷۲۲۹°شمالی ۵۱٫۲۱۰۳°شرقی |        | ۱۰۸۰  |
| گیرماینه          | ۳۳°۴۲′۵۱″شمالی ۵۱°۴۰′۳۹″شرقی / ۳۳٫۷۱۴۳°شمالی ۵۱٫۶۷۷۴°شرقی |        | ۱۰۸۱  |
| لااشک             | ۳۳°۵۲′۰۶″شمالی ۵۱°۰۸′۱۸″شرقی / ۳۳٫۸۶۸۲°شمالی ۵۱٫۱۳۸۴°شرقی |        | ۱۰۸۲  |
| لاجه              | ۳۳°۴۱′۳۱″شمالی ۵۱°۲۶′۰۵″شرقی / ۳۳٫۶۹۱۹°شمالی ۵۱٫۴۳۴۶°شرقی |        | ۱۰۸۳  |
| لاخرا             | ۳۳°۴۹′۱۷″شمالی ۵۱°۲۳′۱۳″شرقی / ۳۳٫۸۲۱۴°شمالی ۵۱٫۳۸۶۹°شرقی |        | ۱۰۸۴  |
| لاخونزاد          | ۳۳°۳۹′۴۸″شمالی ۵۱°۳۶′۳۷″شرقی / ۳۳٫۶۶۳۲°شمالی ۵۱٫۶۱۰۳°شرقی |        | ۱۰۸۵  |
| لادنگ             | ۳۴°۰۵′۳۸″شمالی ۵۱°۰۹′۳۹″شرقی / ۳۴٫۰۹۳۹°شمالی ۵۱٫۱۶۰۷°شرقی |        | ۱۰۸۶  |
| لارفات            | ۳۳°۴۳′۳۶″شمالی ۵۱°۲۶′۰۰″شرقی / ۳۳٫۷۲۶۸°شمالی ۵۱٫۴۳۳۴°شرقی |        | ۱۰۸۷  |
| لارها             | ۳۴°۱۰′۵۱″شمالی ۵۰°۵۹′۰۱″شرقی / ۳۴٫۱۸۰۸°شمالی ۵۰٫۹۸۳۶°شرقی |        | ۱۰۸۸  |
| لازردآلوکه        | ۳۳°۴۷′۲۸″شمالی ۵۱°۱۴′۰۷″شرقی / ۳۳٫۷۹۱۱°شمالی ۵۱٫۲۳۵۳°شرقی |        | ۱۰۸۹  |
| لازردآلوکه        | ۳۳°۴۷′۰۱″شمالی ۵۱°۱۵′۰۴″شرقی / ۳۳٫۷۸۳۶°شمالی ۵۱٫۲۵۱۱°شرقی |        | ۱۰۹۰  |
| لازنگوره          | ۳۳°۵۴′۰۴″شمالی ۵۱°۰۶′۴۷″شرقی / ۳۳٫۹۰۱۱°شمالی ۵۱٫۱۱۳۰°شرقی |        | ۱۰۹۱  |
| لاستاره           | ۳۳°۴۵′۰۹″شمالی ۵۱°۱۵′۰۶″شرقی / ۳۳٫۷۵۲۵°شمالی ۵۱٫۲۵۱۷°شرقی |        | ۱۰۹۲  |
| لاسی جزه          | ۳۳°۵۱′۰۴″شمالی ۵۱°۲۲′۰۰″شرقی / ۳۳٫۸۵۱۱°شمالی ۵۱٫۳۶۶۶°شرقی |        | ۱۰۹۳  |
| لاسیاه            | ۳۳°۵۵′۲۴″شمالی ۵۱°۰۷′۴۱″شرقی / ۳۳٫۹۲۳۲°شمالی ۵۱٫۱۲۸۱°شرقی |        | ۱۰۹۴  |
| لاسیاه            | ۳۳°۳۹′۲۲″شمالی ۵۱°۳۲′۱۵″شرقی / ۳۳٫۶۵۶۱°شمالی ۵۱٫۵۳۷۶°شرقی |        | ۱۰۹۵  |
| لافرا             | ۳۳°۵۷′۱۴″شمالی ۵۱°۰۸′۴۵″شرقی / ۳۳٫۹۵۳۹°شمالی ۵۱٫۱۴۵۹°شرقی |        | ۱۰۹۶  |
| لاکردو            | ۳۳°۵۱′۳۱″شمالی ۵۱°۱۴′۲۵″شرقی / ۳۳٫۸۵۸۶°شمالی ۵۱٫۲۴۰۲°شرقی |        | ۱۰۹۷  |
| لاکردو            | ۳۳°۴۹′۵۸″شمالی ۵۱°۱۵′۰۱″شرقی / ۳۳٫۸۳۲۸°شمالی ۵۱٫۲۵۰۲°شرقی |        | ۱۰۹۸  |
| لاکورده           | ۳۳°۴۸′۲۸″شمالی ۵۱°۱۶′۴۲″شرقی / ۳۳٫۸۰۷۹°شمالی ۵۱٫۲۷۸۲°شرقی |        | ۱۰۹۹  |
| لاگیره            | ۳۳°۳۹′۲۳″شمالی ۵۱°۲۹′۰۱″شرقی / ۳۳٫۶۵۶۵°شمالی ۵۱٫۴۸۳۵°شرقی |        | ۱۱۰۰  |
| لاور              | ۳۳°۴۴′۳۰″شمالی ۵۱°۳۰′۳۶″شرقی / ۳۳٫۷۴۱۷°شمالی ۵۱٫۵۱۰۱°شرقی |        | ۱۱۰۱  |
| لایه لوبلنده      | ۳۳°۴۱′۲۳″شمالی ۵۱°۳۱′۰۳″شرقی / ۳۳٫۶۸۹۷°شمالی ۵۱٫۵۱۷۶°شرقی |        | ۱۱۰۲  |
| لتن کوه           | ۳۴°۱۹′۲۵″شمالی ۵۱°۰۸′۵۹″شرقی / ۳۴٫۳۲۳۶°شمالی ۵۱٫۱۴۹۸°شرقی |        | ۱۱۰۳  |
| لرقاشه            | ۳۳°۵۱′۳۵″شمالی ۵۱°۲۰′۲۱″شرقی / ۳۳٫۸۵۹۶°شمالی ۵۱٫۳۳۹۱°شرقی |        | ۱۱۰۴  |
| لمبستان           | ۳۴°۱۲′۴۵″شمالی ۵۱°۰۲′۴۶″شرقی / ۳۴٫۲۱۲۶°شمالی ۵۱٫۰۴۶۲°شرقی |        | ۱۱۰۵  |
| لوعون             | ۳۴°۱۱′۱۰″شمالی ۵۱°۰۹′۲۲″شرقی / ۳۴٫۱۸۶۱°شمالی ۵۱٫۱۵۶۲°شرقی |        | ۱۱۰۶  |
| مادات             | ۳۳°۵۵′۵۸″شمالی ۵۱°۰۸′۰۳″شرقی / ۳۳٫۹۳۲۸°شمالی ۵۱٫۱۳۴۳°شرقی |        | ۱۱۰۷  |
| مارادره           | ۳۴°۱۰′۵۶″شمالی ۵۰°۵۶′۲۹″شرقی / ۳۴٫۱۸۲۱°شمالی ۵۰٫۹۴۱۴°شرقی |        | ۱۱۰۸  |
| مارآهنگ           | ۳۳°۵۹′۳۹″شمالی ۵۱°۰۵′۲۵″شرقی / ۳۳٫۹۹۴۱°شمالی ۵۱٫۰۹۰۴°شرقی |        | ۱۱۰۹  |
| مارفیون           | ۳۳°۵۶′۲۵″شمالی ۵۱°۰۴′۴۸″شرقی / ۳۳٫۹۴۰۲°شمالی ۵۱٫۰۷۹۹°شرقی |        | ۱۱۱۰  |
| مارون             | ۳۳°۵۲′۴۴″شمالی ۵۱°۲۰′۰۳″شرقی / ۳۳٫۸۷۸۸°شمالی ۵۱٫۳۳۴۲°شرقی |        | ۱۱۱۱  |
| مارون             | ۳۳°۵۱′۳۱″شمالی ۵۱°۲۰′۵۵″شرقی / ۳۳٫۸۵۸۶°شمالی ۵۱٫۳۴۸۶°شرقی |        | ۱۱۱۲  |
| مارینجه قو        | ۳۳°۳۸′۱۶″شمالی ۵۱°۲۱′۰۵″شرقی / ۳۳٫۶۳۷۸°شمالی ۵۱٫۳۵۱۳°شرقی |        | ۱۱۱۳  |
| مازونه            | ۳۳°۳۸′۵۰″شمالی ۵۱°۳۲′۰۳″شرقی / ۳۳٫۶۴۷۲°شمالی ۵۱٫۵۳۴۳°شرقی |        | ۱۱۱۴  |
| ماس ماسو          | ۳۴°۱۰′۲۹″شمالی ۵۱°۰۱′۲۴″شرقی / ۳۴٫۱۷۴۶°شمالی ۵۱٫۰۲۳۲°شرقی |        | ۱۱۱۵  |
| ماه باریک         | ۳۴°۰۰′۵۲″شمالی ۵۱°۰۷′۳۳″شرقی / ۳۴٫۰۱۴۵°شمالی ۵۱٫۱۲۵۹°شرقی |        | ۱۱۱۶  |
| ماه باریک         | ۳۴°۰۱′۰۷″شمالی ۵۱°۰۷′۲۴″شرقی / ۳۴٫۰۱۸۷°شمالی ۵۱٫۱۲۳۲°شرقی |        | ۱۱۱۷  |
| مرغ برینه         | ۳۳°۳۸′۰۹″شمالی ۵۱°۲۴′۴۰″شرقی / ۳۳٫۶۳۵۹°شمالی ۵۱٫۴۱۱۰°شرقی |        | ۱۱۱۸  |
| مرق بالا          | ۳۳°۵۶′۰۰″شمالی ۵۱°۰۶′۴۶″شرقی / ۳۳٫۹۳۳۳°شمالی ۵۱٫۱۱۲۸°شرقی |        | ۱۱۱۹  |
| مروارید           | ۳۳°۳۸′۳۰″شمالی ۵۱°۱۱′۴۵″شرقی / ۳۳٫۶۴۱۸°شمالی ۵۱٫۱۹۵۹°شرقی |        | ۱۱۲۰  |
| مسیل گله          | ۳۴°۰۰′۵۱″شمالی ۵۱°۱۷′۰۰″شرقی / ۳۴٫۰۱۴۳°شمالی ۵۱٫۲۸۳۳°شرقی |        | ۱۱۲۱  |
| مغول تای          | ۳۴°۱۵′۱۱″شمالی ۵۱°۰۴′۰۲″شرقی / ۳۴٫۲۵۳۰°شمالی ۵۱٫۰۶۷۲°شرقی |        | ۱۱۲۲  |
| ملهمون            | ۳۴°۰۲′۴۳″شمالی ۵۱°۰۴′۵۸″شرقی / ۳۴٫۰۴۵۳°شمالی ۵۱٫۰۸۲۸°شرقی |        | ۱۱۲۳  |
| منارآباد          | ۳۴°۰۷′۱۲″شمالی ۵۱°۱۴′۳۹″شرقی / ۳۴٫۱۲۰۱°شمالی ۵۱٫۲۴۴۱°شرقی |        | ۱۱۲۴  |
| منسار             | ۳۳°۳۸′۴۱″شمالی ۵۱°۱۴′۲۰″شرقی / ۳۳٫۶۴۴۶°شمالی ۵۱٫۲۳۹۰°شرقی |        | ۱۱۲۵  |
| منهار             | ۳۴°۰۷′۳۴″شمالی ۵۱°۱۵′۲۱″شرقی / ۳۴٫۱۲۶۱°شمالی ۵۱٫۲۵۵۷°شرقی |        | ۱۱۲۶  |
| مهره سیاه         | ۳۴°۰۰′۰۸″شمالی ۵۱°۱۴′۴۳″شرقی / ۳۴٫۰۰۲۳°شمالی ۵۱٫۲۴۵۲°شرقی |        | ۱۱۲۷  |
| مورسیاه           | ۳۳°۵۲′۱۲″شمالی ۵۱°۰۷′۰۰″شرقی / ۳۳٫۸۷۰۰°شمالی ۵۱٫۱۱۶۸°شرقی |        | ۱۱۲۸  |
| موریک لنگه        | ۳۴°۰۰′۱۸″شمالی ۵۱°۰۹′۴۰″شرقی / ۳۴٫۰۰۵۰°شمالی ۵۱٫۱۶۱۱°شرقی |        | ۱۱۲۹  |
| میدان             | ۳۳°۴۴′۳۰″شمالی ۵۱°۲۲′۴۸″شرقی / ۳۳٫۷۴۱۸°شمالی ۵۱٫۳۸۰۱°شرقی |        | ۱۱۳۰  |
| میرزا             | ۳۳°۴۸′۴۴″شمالی ۵۱°۲۲′۴۰″شرقی / ۳۳٫۸۱۲۲°شمالی ۵۱٫۳۷۷۹°شرقی |        | ۱۱۳۱  |
| میرو              | ۳۴°۰۶′۲۵″شمالی ۵۱°۱۵′۲۳″شرقی / ۳۴٫۱۰۷۰°شمالی ۵۱٫۲۵۶۳°شرقی |        | ۱۱۳۲  |
| میل در            | ۳۳°۴۲′۵۸″شمالی ۵۱°۳۰′۴۷″شرقی / ۳۳٫۷۱۶۲°شمالی ۵۱٫۵۱۳۰°شرقی |        | ۱۱۳۳  |
| میل در            | ۳۳°۴۳′۳۴″شمالی ۵۱°۳۱′۱۷″شرقی / ۳۳٫۷۲۶۱°شمالی ۵۱٫۵۲۱۳°شرقی |        | ۱۱۳۴  |
| میل کاظم          | ۳۴°۰۵′۴۶″شمالی ۵۱°۰۱′۱۲″شرقی / ۳۴٫۰۹۶۱°شمالی ۵۱٫۰۱۹۹°شرقی |        | ۱۱۳۵  |
| میلان             | ۳۳°۴۵′۱۳″شمالی ۵۱°۲۲′۳۴″شرقی / ۳۳٫۷۵۳۵°شمالی ۵۱٫۳۷۶۰°شرقی |        | ۱۱۳۶  |
| ناانجیل           | ۳۴°۱۷′۴۵″شمالی ۵۱°۰۳′۵۹″شرقی / ۳۴٫۲۹۵۷°شمالی ۵۱٫۰۶۶۴°شرقی |        | ۱۱۳۷  |
| ناورزنا           | ۳۳°۵۳′۳۹″شمالی ۵۱°۰۶′۲۷″شرقی / ۳۳٫۸۹۴۳°شمالی ۵۱٫۱۰۷۵°شرقی |        | ۱۱۳۸  |
| نرآتش             | ۳۳°۳۵′۱۴″شمالی ۵۱°۰۶′۳۳″شرقی / ۳۳٫۵۸۷۳°شمالی ۵۱٫۱۰۹۲°شرقی |        | ۱۱۳۹  |
| نرزرده            | ۳۳°۳۸′۵۹″شمالی ۵۱°۱۰′۵۶″شرقی / ۳۳٫۶۴۹۷°شمالی ۵۱٫۱۸۲۱°شرقی |        | ۱۱۴۰  |
| نرسرخ             | ۳۳°۴۶′۲۹″شمالی ۵۱°۰۲′۳۲″شرقی / ۳۳٫۷۷۴۸°شمالی ۵۱٫۰۴۲۱°شرقی |        | ۱۱۴۱  |
| نسسچه             | ۳۳°۵۳′۴۷″شمالی ۵۱°۰۷′۴۶″شرقی / ۳۳٫۸۹۶۵°شمالی ۵۱٫۱۲۹۵°شرقی |        | ۱۱۴۲  |
| نعل اسبی          | ۳۳°۴۷′۰۸″شمالی ۵۱°۱۰′۱۱″شرقی / ۳۳٫۷۸۵۵°شمالی ۵۱٫۱۶۹۷°شرقی |        | ۱۱۴۳  |
| نقره              | ۳۴°۱۰′۴۵″شمالی ۵۰°۵۷′۲۱″شرقی / ۳۴٫۱۷۹۳°شمالی ۵۰٫۹۵۵۸°شرقی |        | ۱۱۴۴  |
| نمک لاخ           | ۳۴°۲۰′۴۷″شمالی ۵۱°۱۴′۳۱″شرقی / ۳۴٫۳۴۶۴°شمالی ۵۱٫۲۴۱۹°شرقی |        | ۱۱۴۵  |
| نمک لاخ           | ۳۴°۱۹′۰۲″شمالی ۵۱°۱۴′۲۹″شرقی / ۳۴٫۳۱۷۳°شمالی ۵۱٫۲۴۱۵°شرقی |        | ۱۱۴۶  |
| نمک لاخ           | ۳۴°۲۰′۲۹″شمالی ۵۱°۱۴′۵۷″شرقی / ۳۴٫۳۴۱۵°شمالی ۵۱٫۲۴۹۲°شرقی |        | ۱۱۴۷  |
| هفت پوسه          | ۳۳°۴۲′۰۵″شمالی ۵۱°۱۹′۵۰″شرقی / ۳۳٫۷۰۱۵°شمالی ۵۱٫۳۳۰۵°شرقی |        | ۱۱۴۸  |
| هفت کتل           | ۳۳°۵۲′۲۴″شمالی ۵۱°۱۶′۲۰″شرقی / ۳۳٫۸۷۳۲°شمالی ۵۱٫۲۷۲۳°شرقی |        | ۱۱۴۹  |
| هل زرا            | ۳۳°۴۲′۳۳″شمالی ۵۱°۰۳′۱۰″شرقی / ۳۳٫۷۰۹۳°شمالی ۵۱٫۰۵۲۸°شرقی |        | ۱۱۵۰  |
| هولنگ             | ۳۳°۵۲′۵۹″شمالی ۵۱°۰۴′۰۰″شرقی / ۳۳٫۸۸۳۱°شمالی ۵۱٫۰۶۶۶°شرقی |        | ۱۱۵۱  |
| هیم               | ۳۳°۵۸′۳۱″شمالی ۵۱°۰۹′۵۳″شرقی / ۳۳٫۹۷۵۲°شمالی ۵۱٫۱۶۴۷°شرقی |        | ۱۱۵۲  |
| ورتوئه            | ۳۳°۴۲′۵۷″شمالی ۵۱°۲۸′۴۲″شرقی / ۳۳٫۷۱۵۸°شمالی ۵۱٫۴۷۸۴°شرقی |        | ۱۱۵۳  |
| ولم               | ۳۳°۵۸′۳۳″شمالی ۵۱°۰۷′۳۹″شرقی / ۳۳٫۹۷۵۷°شمالی ۵۱٫۱۲۷۴°شرقی |        | ۱۱۵۴  |
| ولم               | ۳۳°۵۸′۴۹″شمالی ۵۱°۰۷′۰۷″شرقی / ۳۳٫۹۸۰۳°شمالی ۵۱٫۱۱۸۵°شرقی |        | ۱۱۵۵  |
| ویخیره            | ۳۳°۳۷′۲۲″شمالی ۵۱°۱۲′۵۸″شرقی / ۳۳٫۶۲۲۸°شمالی ۵۱٫۲۱۶۲°شرقی |        | ۱۱۵۶  |
| ویس کو            | ۳۴°۰۸′۵۲″شمالی ۵۱°۰۹′۵۱″شرقی / ۳۴٫۱۴۷۹°شمالی ۵۱٫۱۶۴۳°شرقی |        | ۱۱۵۷  |
| یزدان پا          | ۳۴°۱۶′۲۳″شمالی ۵۱°۱۰′۳۸″شرقی / ۳۴٫۲۷۳۱°شمالی ۵۱٫۱۷۷۲°شرقی |        | ۱۱۵۸  |
| آب باریک          | ۳۳°۳۸′۴۱″شمالی ۵۰°۳۸′۵۸″شرقی / ۳۳٫۶۴۴۸°شمالی ۵۰٫۶۴۹۴°شرقی |        | ۱۱۵۹  |
| اتابکی            | ۳۲°۵۳′۴۲″شمالی ۵۱°۱۷′۰۶″شرقی / ۳۲٫۸۹۴۹°شمالی ۵۱٫۲۸۵۱°شرقی |        | ۱۱۶۰  |
| احمدنقی           | ۳۳°۱۷′۵۹″شمالی ۵۱°۱۵′۲۱″شرقی / ۳۳٫۲۹۹۷°شمالی ۵۱٫۲۵۵۷°شرقی |        | ۱۱۶۱  |
| احمدنقی           | ۳۳°۱۷′۴۳″شمالی ۵۱°۱۵′۲۱″شرقی / ۳۳٫۲۹۵۴°شمالی ۵۱٫۲۵۵۷°شرقی |        | ۱۱۶۲  |
| آردچی             | ۳۳°۱۹′۴۰″شمالی ۵۱°۲۸′۲۷″شرقی / ۳۳٫۳۲۷۷°شمالی ۵۱٫۴۷۴۲°شرقی |        | ۱۱۶۳  |
| اره               | ۳۳°۰۲′۵۸″شمالی ۵۱°۲۰′۲۴″شرقی / ۳۳٫۰۴۹۵°شمالی ۵۱٫۳۳۹۹°شرقی |        | ۱۱۶۴  |
| ازبکی             | ۳۳°۲۵′۱۸″شمالی ۵۰°۴۰′۴۱″شرقی / ۳۳٫۴۲۱۸°شمالی ۵۰٫۶۷۸۰°شرقی |        | ۱۱۶۵  |
| اسمین             | ۳۳°۲۴′۳۶″شمالی ۵۱°۳۰′۳۲″شرقی / ۳۳٫۴۰۹۹°شمالی ۵۱٫۵۰۸۹°شرقی |        | ۱۱۶۶  |
| اشرف آباد         | ۳۳°۰۶′۳۴″شمالی ۵۱°۲۶′۱۰″شرقی / ۳۳٫۱۰۹۴°شمالی ۵۱٫۴۳۶۱°شرقی |        | ۱۱۶۷  |
| اشکفت             | ۳۳°۲۰′۰۳″شمالی ۵۱°۰۹′۲۲″شرقی / ۳۳٫۳۳۴۳°شمالی ۵۱٫۱۵۶۲°شرقی |        | ۱۱۶۸  |
| اشگ               | ۳۳°۱۹′۴۶″شمالی ۵۱°۰۷′۴۴″شرقی / ۳۳٫۳۲۹۴°شمالی ۵۱٫۱۲۹۰°شرقی |        | ۱۱۶۹ن |
| آغل سو            | ۳۳°۱۵′۱۲″شمالی ۵۱°۱۱′۱۵″شرقی / ۳۳٫۲۵۳۴°شمالی ۵۱٫۱۸۷۶°شرقی |        | ۱۱۷۰  |
| المه              | ۳۳°۲۸′۰۶″شمالی ۵۱°۰۰′۰۴″شرقی / ۳۳٫۴۶۸۳°شمالی ۵۱٫۰۰۱۰°شرقی |        | ۱۱۷۱  |
| اورموده           | ۳۲°۴۵′۴۲″شمالی ۵۱°۲۲′۵۸″شرقی / ۳۲٫۷۶۱۶°شمالی ۵۱٫۳۸۲۸°شرقی |        | ۱۱۷۲  |
| بادامی            | ۳۳°۱۷′۱۵″شمالی ۵۱°۰۱′۳۹″شرقی / ۳۳٫۲۸۷۵°شمالی ۵۱٫۰۲۷۴°شرقی |        | ۱۱۷۳  |
| بارانداز          | ۳۳°۲۲′۵۶″شمالی ۵۱°۲۸′۴۴″شرقی / ۳۳٫۳۸۲۳°شمالی ۵۱٫۴۷۸۸°شرقی |        | ۱۱۷۴  |
| باطله             | ۳۳°۲۱′۵۴″شمالی ۵۱°۰۴′۲۲″شرقی / ۳۳٫۳۶۵۱°شمالی ۵۱٫۰۷۲۹°شرقی |        | ۱۱۷۵  |
| باطله             | ۳۳°۲۱′۳۰″شمالی ۵۱°۰۵′۳۳″شرقی / ۳۳٫۳۵۸۴°شمالی ۵۱٫۰۹۲۵°شرقی |        | ۱۱۷۶  |
| باغ خواجه         | ۳۲°۵۷′۵۴″شمالی ۵۱°۱۵′۰۵″شرقی / ۳۲٫۹۶۴۹°شمالی ۵۱٫۲۵۱۴°شرقی |        | ۱۱۷۷  |
| بچه گون           | ۳۳°۲۲′۰۹″شمالی ۵۰°۵۴′۴۴″شرقی / ۳۳٫۳۶۹۳°شمالی ۵۰٫۹۱۲۳°شرقی |        | ۱۱۷۸  |
| بدانجیل مالی      | ۳۳°۲۱′۱۲″شمالی ۵۱°۰۹′۳۴″شرقی / ۳۳٫۳۵۳۴°شمالی ۵۱٫۱۵۹۵°شرقی |        | ۱۱۷۹  |
| بزوره             | ۳۳°۰۵′۳۴″شمالی ۵۱°۲۲′۳۷″شرقی / ۳۳٫۰۹۲۸°شمالی ۵۱٫۳۷۶۹°شرقی |        | ۱۱۸۰  |
| بزوره             | ۳۳°۰۶′۰۵″شمالی ۵۱°۲۲′۰۹″شرقی / ۳۳٫۱۰۱۴°شمالی ۵۱٫۳۶۹۳°شرقی |        | ۱۱۸۱  |
| بغرک              | ۳۳°۲۱′۴۹″شمالی ۵۱°۰۷′۵۷″شرقی / ۳۳٫۳۶۳۷°شمالی ۵۱٫۱۳۲۴°شرقی |        | ۱۱۸۲  |
| بغل فتحی          | ۳۳°۲۷′۵۸″شمالی ۵۱°۳۵′۲۱″شرقی / ۳۳٫۴۶۶۲°شمالی ۵۱٫۵۸۹۲°شرقی |        | ۱۱۸۳  |
| بلبلی             | ۳۳°۲۹′۲۳″شمالی ۵۱°۰۲′۲۴″شرقی / ۳۳٫۴۸۹۸°شمالی ۵۱٫۰۴۰۱°شرقی |        | ۱۱۸۴  |
| بمبار             | ۳۳°۲۹′۵۵″شمالی ۵۱°۰۵′۱۹″شرقی / ۳۳٫۴۹۸۵°شمالی ۵۱٫۰۸۸۷°شرقی |        | ۱۱۸۵  |
| بمبار             | ۳۳°۳۰′۰۶″شمالی ۵۱°۰۳′۵۴″شرقی / ۳۳٫۵۰۱۶°شمالی ۵۱٫۰۶۴۹°شرقی |        | ۱۱۸۶  |
| بنتوعه            | ۳۳°۲۰′۱۱″شمالی ۵۰°۵۶′۰۷″شرقی / ۳۳٫۳۳۶۳°شمالی ۵۰٫۹۳۵۴°شرقی |        | ۱۱۸۷  |
| بنتوعه            | ۳۳°۲۱′۱۵″شمالی ۵۰°۵۶′۳۶″شرقی / ۳۳٫۳۵۴۲°شمالی ۵۰٫۹۴۳۲°شرقی |        | ۱۱۸۸  |
| بنجه              | ۳۳°۲۹′۳۰″شمالی ۵۱°۳۷′۱۲″شرقی / ۳۳٫۴۹۱۷°شمالی ۵۱٫۶۱۹۹°شرقی |        | ۱۱۸۹  |
| بولقوری           | ۳۳°۲۲′۳۳″شمالی ۵۰°۵۱′۲۹″شرقی / ۳۳٫۳۷۵۹°شمالی ۵۰٫۸۵۸۰°شرقی |        | ۱۱۹۰  |
| بولقوری           | ۳۳°۲۲′۱۷″شمالی ۵۰°۵۱′۱۹″شرقی / ۳۳٫۳۷۱۳°شمالی ۵۰٫۸۵۵۳°شرقی |        | ۱۱۹۱  |
| بید               | ۳۳°۴۰′۳۲″شمالی ۵۰°۴۲′۵۲″شرقی / ۳۳٫۶۷۵۶°شمالی ۵۰٫۷۱۴۵°شرقی |        | ۱۱۹۲  |
| بیدک              | ۳۳°۳۴′۲۷″شمالی ۵۰°۵۷′۲۵″شرقی / ۳۳٫۵۷۴۱°شمالی ۵۰٫۹۵۶۹°شرقی |        | ۱۱۹۳  |
| بیدک              | ۳۳°۳۳′۱۵″شمالی ۵۰°۵۷′۳۷″شرقی / ۳۳٫۵۵۴۱°شمالی ۵۰٫۹۶۰۲°شرقی |        | ۱۱۹۴  |
| پت آب             | ۳۳°۱۸′۲۶″شمالی ۵۰°۵۴′۲۵″شرقی / ۳۳٫۳۰۷۳°شمالی ۵۰٫۹۰۷۰°شرقی |        | ۱۱۹۵  |
| پرسفید            | ۳۳°۳۰′۳۱″شمالی ۵۱°۳۰′۴۰″شرقی / ۳۳٫۵۰۸۷°شمالی ۵۱٫۵۱۱۰°شرقی |        | ۱۱۹۶  |
| پستوره            | ۳۳°۲۶′۵۴″شمالی ۵۱°۰۵′۲۳″شرقی / ۳۳٫۴۴۸۳°شمالی ۵۱٫۰۸۹۸°شرقی |        | ۱۱۹۷  |
| پلنگی             | ۳۳°۲۶′۱۰″شمالی ۵۰°۳۸′۰۰″شرقی / ۳۳٫۴۳۶۲°شمالی ۵۰٫۶۳۳۲°شرقی |        | ۱۱۹۸  |
| پلنگی             | ۳۳°۳۹′۳۴″شمالی ۵۰°۴۱′۵۹″شرقی / ۳۳٫۶۵۹۴°شمالی ۵۰٫۶۹۹۷°شرقی |        | ۱۱۹۹  |
| پیراشتر           | ۳۳°۲۸′۲۵″شمالی ۵۰°۴۳′۳۱″شرقی / ۳۳٫۴۷۳۵°شمالی ۵۰٫۷۲۵۲°شرقی |        | ۱۲۰۰  |
| تخت               | ۳۳°۳۰′۵۴″شمالی ۵۱°۲۶′۱۱″شرقی / ۳۳٫۵۱۵۱°شمالی ۵۱٫۴۳۶۳°شرقی |        | ۱۲۰۱  |
| تخت خراسانی       | ۳۳°۳۳′۲۵″شمالی ۵۰°۵۲′۵۷″شرقی / ۳۳٫۵۵۶۹°شمالی ۵۰٫۸۸۲۶°شرقی |        | ۱۲۰۲  |
| تخت سرخ           | ۳۳°۳۳′۰۵″شمالی ۵۰°۵۵′۱۲″شرقی / ۳۳٫۵۵۱۴°شمالی ۵۰٫۹۲۰۱°شرقی |        | ۱۲۰۳  |
| تخت سرخ           | ۳۳°۳۲′۵۷″شمالی ۵۰°۵۶′۲۰″شرقی / ۳۳٫۵۴۹۲°شمالی ۵۰٫۹۳۹۰°شرقی |        | ۱۲۰۴  |
| تخت سرخ           | ۳۳°۳۰′۱۳″شمالی ۵۰°۴۹′۵۴″شرقی / ۳۳٫۵۰۳۷°شمالی ۵۰٫۸۳۱۶°شرقی |        | ۱۲۰۵  |
| ترک               | ۳۳°۱۸′۴۰″شمالی ۵۰°۵۳′۴۶″شرقی / ۳۳٫۳۱۱۱°شمالی ۵۰٫۸۹۶۲°شرقی |        | ۱۲۰۶  |
| تل شوری           | ۳۲°۵۵′۲۷″شمالی ۵۱°۲۱′۳۱″شرقی / ۳۲٫۹۲۴۳°شمالی ۵۱٫۳۵۸۵°شرقی |        | ۱۲۰۷  |
| تل قابی           | ۳۲°۵۶′۲۶″شمالی ۵۱°۲۰′۵۴″شرقی / ۳۲٫۹۴۰۵°شمالی ۵۱٫۳۴۸۲°شرقی |        | ۱۲۰۸  |
| تلخستان           | ۳۳°۲۱′۴۰″شمالی ۵۰°۴۳′۲۲″شرقی / ۳۳٫۳۶۱۱°شمالی ۵۰٫۷۲۲۹°شرقی |        | ۱۲۰۹  |
| تلخستان           | ۳۳°۲۱′۵۳″شمالی ۵۰°۴۵′۱۰″شرقی / ۳۳٫۳۶۴۷°شمالی ۵۰٫۷۵۲۷°شرقی |        | ۱۲۱۰  |
| تیغ بلند          | ۳۳°۲۴′۰۵″شمالی ۵۱°۲۸′۳۹″شرقی / ۳۳٫۴۰۱۳°شمالی ۵۱٫۴۷۷۶°شرقی |        | ۱۲۱۱  |
| جعفرآباد          | ۳۳°۰۰′۰۳″شمالی ۵۱°۳۲′۴۳″شرقی / ۳۳٫۰۰۰۹°شمالی ۵۱٫۵۴۵۳°شرقی |        | ۱۲۱۲  |
| جعفرآباد          | ۳۲°۵۸′۱۸″شمالی ۵۱°۳۳′۵۸″شرقی / ۳۲٫۹۷۱۷°شمالی ۵۱٫۵۶۶۱°شرقی |        | ۱۲۱۳  |
| چال شوره          | ۳۳°۳۰′۲۴″شمالی ۵۱°۲۸′۱۵″شرقی / ۳۳٫۵۰۶۸°شمالی ۵۱٫۴۷۰۹°شرقی |        | ۱۲۱۴  |
| چاه ریز           | ۳۳°۱۰′۰۷″شمالی ۵۱°۱۷′۳۷″شرقی / ۳۳٫۱۶۸۶°شمالی ۵۱٫۲۹۳۷°شرقی |        | ۱۲۱۵  |
| چاه گنبد          | ۳۳°۰۳′۵۱″شمالی ۵۱°۱۸′۳۲″شرقی / ۳۳٫۰۶۴۲°شمالی ۵۱٫۳۰۹۰°شرقی |        | ۱۲۱۶  |
| چر                | ۳۳°۲۷′۵۰″شمالی ۵۱°۳۳′۵۷″شرقی / ۳۳٫۴۶۳۹°شمالی ۵۱٫۵۶۵۷°شرقی |        | ۱۲۱۷  |
| چر                | ۳۳°۲۷′۳۷″شمالی ۵۱°۳۴′۰۰″شرقی / ۳۳٫۴۶۰۳°شمالی ۵۱٫۵۶۶۷°شرقی |        | ۱۲۱۸  |
| چشمه آدینه        | ۳۳°۲۲′۴۴″شمالی ۵۰°۴۱′۱۴″شرقی / ۳۳٫۳۷۸۹°شمالی ۵۰٫۶۸۷۱°شرقی |        | ۱۲۱۹  |
| چشمه اسب          | ۳۳°۲۳′۲۰″شمالی ۵۰°۴۱′۱۰″شرقی / ۳۳٫۳۸۹۰°شمالی ۵۰٫۶۸۶۱°شرقی |        | ۱۲۲۰  |
| چشمه بی بی        | ۳۳°۳۳′۵۲″شمالی ۵۱°۲۳′۵۴″شرقی / ۳۳٫۵۶۴۴°شمالی ۵۱٫۳۹۸۳°شرقی |        | ۱۲۲۱  |
| چشمه بی بی        | ۳۳°۳۴′۱۱″شمالی ۵۱°۲۵′۴۴″شرقی / ۳۳٫۵۶۹۶°شمالی ۵۱٫۴۲۸۸°شرقی |        | ۱۲۲۲  |
| چشمه گرگ          | ۳۳°۲۲′۵۶″شمالی ۵۰°۴۰′۲۴″شرقی / ۳۳٫۳۸۲۲°شمالی ۵۰٫۶۷۳۴°شرقی |        | ۱۲۲۳  |
| چغاسیاه           | ۳۳°۱۶′۴۵″شمالی ۵۰°۵۴′۵۹″شرقی / ۳۳٫۲۷۹۳°شمالی ۵۰٫۹۱۶۵°شرقی |        | ۱۲۲۴  |
| چهارچوقی          | ۳۳°۳۰′۱۸″شمالی ۵۱°۰۲′۱۱″شرقی / ۳۳٫۵۰۵۱°شمالی ۵۱٫۰۳۶۳°شرقی |        | ۱۲۲۵  |
| چهارقاش           | ۳۳°۳۰′۲۶″شمالی ۵۱°۰۰′۵۸″شرقی / ۳۳٫۵۰۷۲°شمالی ۵۱٫۰۱۶۲°شرقی |        | ۱۲۲۶  |
| چهارکوهین         | ۳۳°۳۲′۲۳″شمالی ۵۱°۰۰′۴۴″شرقی / ۳۳٫۵۳۹۶°شمالی ۵۱٫۰۱۲۲°شرقی |        | ۱۲۲۷  |
| چهل دختر          | ۳۳°۲۹′۴۴″شمالی ۵۰°۵۳′۲۸″شرقی / ۳۳٫۴۹۵۵°شمالی ۵۰٫۸۹۱۰°شرقی |        | ۱۲۲۸  |
| چولماس            | ۳۳°۲۸′۴۴″شمالی ۵۱°۳۱′۳۵″شرقی / ۳۳٫۴۷۹۰°شمالی ۵۱٫۵۲۶۵°شرقی |        | ۱۲۲۹  |
| چومبه رز          | ۳۳°۲۷′۴۵″شمالی ۵۱°۳۱′۱۷″شرقی / ۳۳٫۴۶۲۵°شمالی ۵۱٫۵۲۱۳°شرقی |        | ۱۲۳۰  |
| حسین خال          | ۳۳°۱۶′۰۰″شمالی ۵۱°۱۳′۳۷″شرقی / ۳۳٫۲۶۶۸°شمالی ۵۱٫۲۲۷۰°شرقی |        | ۱۲۳۱  |
| حنایی             | ۳۳°۲۲′۴۰″شمالی ۵۰°۴۸′۲۴″شرقی / ۳۳٫۳۷۷۹°شمالی ۵۰٫۸۰۶۸°شرقی |        | ۱۲۳۲  |
| حنائی             | ۳۳°۲۱′۴۰″شمالی ۵۰°۴۸′۵۷″شرقی / ۳۳٫۳۶۱۲°شمالی ۵۰٫۸۱۵۷°شرقی |        | ۱۲۳۳  |
| خال سفید          | ۳۳°۲۲′۰۱″شمالی ۵۰°۴۱′۳۹″شرقی / ۳۳٫۳۶۷۰°شمالی ۵۰٫۶۹۴۲°شرقی |        | ۱۲۳۴  |
| خرپشته            | ۳۳°۱۸′۰۶″شمالی ۵۰°۵۷′۱۵″شرقی / ۳۳٫۳۰۱۶°شمالی ۵۰٫۹۵۴۲°شرقی |        | ۱۲۳۵  |
| خمنه              | ۳۳°۱۰′۳۶″شمالی ۵۱°۰۳′۳۵″شرقی / ۳۳٫۱۷۶۸°شمالی ۵۱٫۰۵۹۶°شرقی |        | ۱۲۳۶  |
| خمنه              | ۳۳°۰۹′۵۲″شمالی ۵۱°۰۱′۲۵″شرقی / ۳۳٫۱۶۴۵°شمالی ۵۱٫۰۲۳۷°شرقی |        | ۱۲۳۷  |
| دره غوله          | ۳۳°۲۲′۳۶″شمالی ۵۰°۴۶′۰۷″شرقی / ۳۳٫۳۷۶۸°شمالی ۵۰٫۷۶۸۷°شرقی |        | ۱۲۳۸  |
| دره گل            | ۳۳°۱۸′۴۰″شمالی ۵۰°۵۰′۱۸″شرقی / ۳۳٫۳۱۱۲°شمالی ۵۰٫۸۳۸۲°شرقی |        | ۱۲۳۹  |
| دره گل            | ۳۳°۱۸′۰۹″شمالی ۵۰°۴۹′۰۹″شرقی / ۳۳٫۳۰۲۴°شمالی ۵۰٫۸۱۹۳°شرقی |        | ۱۲۴۰  |
| دره محمد          | ۳۳°۲۴′۲۲″شمالی ۵۰°۵۴′۵۷″شرقی / ۳۳٫۴۰۶۱°شمالی ۵۰٫۹۱۵۷°شرقی |        | ۱۲۴۱  |
| دزینه             | ۳۳°۱۷′۲۲″شمالی ۵۱°۰۰′۳۶″شرقی / ۳۳٫۲۸۹۴°شمالی ۵۱٫۰۰۹۹°شرقی |        | ۱۲۴۲  |
| دزینه             | ۳۳°۱۷′۲۸″شمالی ۵۰°۵۹′۳۱″شرقی / ۳۳٫۲۹۱۲°شمالی ۵۰٫۹۹۲۰°شرقی |        | ۱۲۴۳  |
| دشت آلو           | ۳۳°۱۶′۵۲″شمالی ۵۰°۵۸′۲۱″شرقی / ۳۳٫۲۸۱۲°شمالی ۵۰٫۹۷۲۶°شرقی |        | ۱۲۴۴  |
| دم دراز           | ۳۳°۰۰′۱۶″شمالی ۵۱°۱۵′۰۲″شرقی / ۳۳٫۰۰۴۵°شمالی ۵۱٫۲۵۰۶°شرقی |        | ۱۲۴۵  |
| دم دراز           | ۳۲°۵۹′۳۷″شمالی ۵۱°۱۵′۱۲″شرقی / ۳۲٫۹۹۳۷°شمالی ۵۱٫۲۵۳۳°شرقی |        | ۱۲۴۶  |
| دم زرد            | ۳۳°۱۸′۱۳″شمالی ۵۱°۰۲′۰۴″شرقی / ۳۳٫۳۰۳۵°شمالی ۵۱٫۰۳۴۴°شرقی |        | ۱۲۴۷  |
| دم سیاه           | ۳۳°۱۹′۰۹″شمالی ۵۱°۰۶′۲۷″شرقی / ۳۳٫۳۱۹۳°شمالی ۵۱٫۱۰۷۶°شرقی |        | ۱۲۴۸  |
| دم سیاه           | ۳۳°۱۸′۵۳″شمالی ۵۱°۰۷′۱۰″شرقی / ۳۳٫۳۱۴۸°شمالی ۵۱٫۱۱۹۴°شرقی |        | ۱۲۴۹  |
| دمبه              | ۳۳°۲۵′۵۱″شمالی ۵۱°۲۶′۵۹″شرقی / ۳۳٫۴۳۰۸°شمالی ۵۱٫۴۴۹۶°شرقی |        | ۱۲۵۰  |
| دمه               | ۳۳°۳۷′۴۶″شمالی ۵۰°۵۵′۳۱″شرقی / ۳۳٫۶۲۹۵°شمالی ۵۰٫۹۲۵۲°شرقی |        | ۱۲۵۱  |
| دمه               | ۳۳°۳۸′۱۰″شمالی ۵۰°۵۴′۴۷″شرقی / ۳۳٫۶۳۶۰°شمالی ۵۰٫۹۱۳۰°شرقی |        | ۱۲۵۲  |
| دنباله دار        | ۳۳°۱۲′۳۱″شمالی ۵۱°۰۷′۰۰″شرقی / ۳۳٫۲۰۸۶°شمالی ۵۱٫۱۱۶۶°شرقی |        | ۱۲۵۳  |
| دنباله دار        | ۳۳°۱۲′۱۷″شمالی ۵۱°۰۶′۲۷″شرقی / ۳۳٫۲۰۴۸°شمالی ۵۱٫۱۰۷۶°شرقی |        | ۱۲۵۴  |
| دهنه              | ۳۳°۰۹′۳۳″شمالی ۵۱°۰۰′۲۹″شرقی / ۳۳٫۱۵۹۲°شمالی ۵۱٫۰۰۸۰°شرقی |        | ۱۲۵۵  |
| دوسارون           | ۳۳°۳۸′۱۱″شمالی ۵۰°۳۶′۰۹″شرقی / ۳۳٫۶۳۶۴°شمالی ۵۰٫۶۰۲۴°شرقی |        | ۱۲۵۶  |
| دوگوش چبل         | ۳۲°۵۵′۴۳″شمالی ۵۱°۱۷′۴۰″شرقی / ۳۲٫۹۲۸۶°شمالی ۵۱٫۲۹۴۵°شرقی |        | ۱۲۵۷  |
| دولنگ             | ۳۳°۰۵′۱۶″شمالی ۵۱°۲۳′۴۵″شرقی / ۳۳٫۰۸۷۷°شمالی ۵۱٫۳۹۵۹°شرقی |        | ۱۲۵۸  |
| رخ                | ۳۲°۴۷′۰۶″شمالی ۵۱°۲۶′۴۷″شرقی / ۳۲٫۷۸۵۱°شمالی ۵۱٫۴۴۶۳°شرقی |        | ۱۲۵۹  |
| زرد               | ۳۳°۱۲′۵۶″شمالی ۵۱°۲۲′۳۳″شرقی / ۳۳٫۲۱۵۵°شمالی ۵۱٫۳۷۵۷°شرقی |        | ۱۲۶۰  |
| زرد               | ۳۳°۱۳′۰۷″شمالی ۵۱°۲۲′۰۷″شرقی / ۳۳٫۲۱۸۵°شمالی ۵۱٫۳۶۸۵°شرقی |        | ۱۲۶۱  |
| زرد               | ۳۳°۲۱′۰۴″شمالی ۵۱°۲۸′۰۹″شرقی / ۳۳٫۳۵۱۲°شمالی ۵۱٫۴۶۹۱°شرقی |        | ۱۲۶۲  |
| زردا              | ۳۳°۲۴′۲۸″شمالی ۵۰°۵۱′۱۷″شرقی / ۳۳٫۴۰۷۹°شمالی ۵۰٫۸۵۴۶°شرقی |        | ۱۲۶۳  |
| زردافغانی         | ۳۳°۳۱′۵۸″شمالی ۵۱°۲۶′۴۶″شرقی / ۳۳٫۵۳۲۹°شمالی ۵۱٫۴۴۶۲°شرقی |        | ۱۲۶۴  |
| زردعابدین         | ۳۳°۰۵′۱۲″شمالی ۵۱°۲۲′۱۵″شرقی / ۳۳٫۰۸۶۶°شمالی ۵۱٫۳۷۰۷°شرقی |        | ۱۲۶۵  |
| زردعلامه          | ۳۳°۲۷′۲۶″شمالی ۵۰°۵۸′۱۴″شرقی / ۳۳٫۴۵۷۱°شمالی ۵۰٫۹۷۰۶°شرقی |        | ۱۲۶۶  |
| زردعلامه          | ۳۳°۲۶′۵۰″شمالی ۵۰°۵۶′۴۸″شرقی / ۳۳٫۴۴۷۲°شمالی ۵۰٫۹۴۶۸°شرقی |        | ۱۲۶۷  |
| زردقزاق           | ۳۳°۲۰′۳۱″شمالی ۵۰°۵۴′۵۳″شرقی / ۳۳٫۳۴۲۰°شمالی ۵۰٫۹۱۴۶°شرقی |        | ۱۲۶۸  |
| زردلوشاب          | ۳۳°۲۸′۰۶″شمالی ۵۰°۴۵′۳۲″شرقی / ۳۳٫۴۶۸۳°شمالی ۵۰٫۷۵۸۹°شرقی |        | ۱۲۶۹  |
| زردونی            | ۳۳°۲۵′۱۸″شمالی ۵۰°۵۴′۵۱″شرقی / ۳۳٫۴۲۱۸°شمالی ۵۰٫۹۱۴۱°شرقی |        | ۱۲۷۰  |
| زشت               | ۳۳°۱۴′۰۹″شمالی ۵۱°۱۴′۳۶″شرقی / ۳۳٫۲۳۵۹°شمالی ۵۱٫۲۴۳۴°شرقی |        | ۱۲۷۱  |
| زشت کوه           | ۳۳°۱۴′۳۰″شمالی ۵۱°۱۵′۱۲″شرقی / ۳۳٫۲۴۱۶°شمالی ۵۱٫۲۵۳۲°شرقی |        | ۱۲۷۲  |
| زنجفیله           | ۳۳°۲۸′۳۸″شمالی ۵۱°۰۲′۵۲″شرقی / ۳۳٫۴۷۷۱°شمالی ۵۱٫۰۴۷۷°شرقی |        | ۱۲۷۳  |
| زنگالی            | ۳۳°۱۸′۲۲″شمالی ۵۱°۲۹′۰۴″شرقی / ۳۳٫۳۰۶۱°شمالی ۵۱٫۴۸۴۴°شرقی |        | ۱۲۷۴  |
| سارسفید           | ۳۲°۴۶′۲۲″شمالی ۵۱°۲۵′۵۱″شرقی / ۳۲٫۷۷۲۷°شمالی ۵۱٫۴۳۰۸°شرقی |        | ۱۲۷۵  |
| سراسفندان         | ۳۳°۲۷′۲۲″شمالی ۵۱°۲۹′۲۸″شرقی / ۳۳٫۴۵۶۲°شمالی ۵۱٫۴۹۱۲°شرقی |        | ۱۲۷۶  |
| سرخ               | ۳۳°۱۱′۵۱″شمالی ۵۱°۲۲′۳۵″شرقی / ۳۳٫۱۹۷۶°شمالی ۵۱٫۳۷۶۵°شرقی |        | ۱۲۷۷  |
| سرخ               | ۳۳°۱۰′۵۳″شمالی ۵۱°۲۱′۱۹″شرقی / ۳۳٫۱۸۱۳°شمالی ۵۱٫۳۵۵۳°شرقی |        | ۱۲۷۸  |
| سرسرا             | ۳۳°۱۷′۵۵″شمالی ۵۱°۱۴′۰۷″شرقی / ۳۳٫۲۹۸۷°شمالی ۵۱٫۲۳۵۴°شرقی |        | ۱۲۷۹  |
| سنجه              | ۳۳°۲۸′۰۹″شمالی ۵۱°۰۵′۰۹″شرقی / ۳۳٫۴۶۹۱°شمالی ۵۱٫۰۸۵۷°شرقی |        | ۱۲۸۰  |
| سنگ بر            | ۳۳°۰۵′۱۳″شمالی ۵۱°۲۴′۳۱″شرقی / ۳۳٫۰۸۶۹°شمالی ۵۱٫۴۰۸۷°شرقی |        | ۱۲۸۱  |
| سنگ بر            | ۳۳°۲۵′۴۹″شمالی ۵۰°۴۰′۵۶″شرقی / ۳۳٫۴۳۰۴°شمالی ۵۰٫۶۸۲۳°شرقی |        | ۱۲۸۲  |
| سنگ دستار         | ۳۳°۲۴′۵۳″شمالی ۵۰°۳۹′۴۹″شرقی / ۳۳٫۴۱۴۶°شمالی ۵۰٫۶۶۳۷°شرقی |        | ۱۲۸۳  |
| سنگوبیات          | ۳۲°۵۷′۱۵″شمالی ۵۱°۱۶′۴۸″شرقی / ۳۲٫۹۵۴۱°شمالی ۵۱٫۲۷۹۹°شرقی |        | ۱۲۸۴  |
| سه برادر          | ۳۳°۲۱′۴۸″شمالی ۵۱°۰۲′۳۷″شرقی / ۳۳٫۳۶۳۲°شمالی ۵۱٫۰۴۳۶°شرقی |        | ۱۲۸۵  |
| سه بندی           | ۳۳°۲۰′۵۷″شمالی ۵۰°۵۱′۳۳″شرقی / ۳۳٫۳۴۹۱°شمالی ۵۰٫۸۵۹۱°شرقی |        | ۱۲۸۶  |
| سه قله            | ۳۳°۲۶′۱۲″شمالی ۵۰°۵۰′۴۸″شرقی / ۳۳٫۴۳۶۷°شمالی ۵۰٫۸۴۶۶°شرقی |        | ۱۲۸۷  |
| سه کوه            | ۳۳°۰۵′۴۸″شمالی ۵۱°۲۰′۱۹″شرقی / ۳۳٫۰۹۶۶°شمالی ۵۱٫۳۳۸۷°شرقی |        | ۱۲۸۸  |
| سوخته             | ۳۳°۲۲′۴۴″شمالی ۵۰°۴۲′۳۲″شرقی / ۳۳٫۳۷۸۹°شمالی ۵۰٫۷۰۸۹°شرقی |        | ۱۲۸۹  |
| سیاه              | ۳۳°۲۹′۵۵″شمالی ۵۰°۵۴′۲۶″شرقی / ۳۳٫۴۹۸۵°شمالی ۵۰٫۹۰۷۳°شرقی |        | ۱۲۹۰  |
| سیاه              | ۳۳°۲۸′۵۲″شمالی ۵۰°۵۵′۱۵″شرقی / ۳۳٫۴۸۱۱°شمالی ۵۰٫۹۲۰۹°شرقی |        | ۱۲۹۱  |
| سیاه              | ۳۳°۲۴′۵۳″شمالی ۵۰°۵۷′۰۹″شرقی / ۳۳٫۴۱۴۶°شمالی ۵۰٫۹۵۲۶°شرقی |        | ۱۲۹۲  |
| سیاه              | ۳۳°۳۱′۳۲″شمالی ۵۰°۵۵′۲۱″شرقی / ۳۳٫۵۲۵۶°شمالی ۵۰٫۹۲۲۴°شرقی |        | ۱۲۹۳  |
| سیاه              | ۳۳°۳۰′۳۷″شمالی ۵۰°۵۵′۰۱″شرقی / ۳۳٫۵۱۰۴°شمالی ۵۰٫۹۱۶۹°شرقی |        | ۱۲۹۴  |
| سیاه کوه          | ۳۳°۰۲′۳۸″شمالی ۵۱°۲۰′۲۴″شرقی / ۳۳٫۰۴۳۸°شمالی ۵۱٫۳۳۹۹°شرقی |        | ۱۲۹۵  |
| سیاه کوه علوی     | ۳۳°۰۱′۴۶″شمالی ۵۱°۱۹′۰۳″شرقی / ۳۳٫۰۲۹۴°شمالی ۵۱٫۳۱۷۶°شرقی |        | ۱۲۹۶  |
| سیاه موته         | ۳۳°۴۱′۴۶″شمالی ۵۰°۴۲′۲۷″شرقی / ۳۳٫۶۹۶۱°شمالی ۵۰٫۷۰۷۵°شرقی |        | ۱۲۹۷  |
| سیاهکوه           | ۳۲°۵۵′۱۰″شمالی ۵۱°۱۶′۱۴″شرقی / ۳۲٫۹۱۹۴°شمالی ۵۱٫۲۷۰۶°شرقی |        | ۱۲۹۸  |
| سینه باغ اناری    | ۳۲°۴۷′۳۰″شمالی ۵۱°۲۴′۵۲″شرقی / ۳۲٫۷۹۱۷°شمالی ۵۱٫۴۱۴۴°شرقی |        | ۱۲۹۹  |
| سینه ریز          | ۳۳°۲۱′۵۱″شمالی ۵۰°۵۲′۲۹″شرقی / ۳۳٫۳۶۴۳°شمالی ۵۰٫۸۷۴۸°شرقی |        | ۱۳۰۰  |
| سینه ریز          | ۳۳°۲۱′۴۴″شمالی ۵۰°۵۱′۳۶″شرقی / ۳۳٫۳۶۲۱°شمالی ۵۰٫۸۶۰۱°شرقی |        | ۱۳۰۱  |
| سینه سرلکها       | ۳۳°۱۱′۰۰″شمالی ۵۰°۵۸′۰۴″شرقی / ۳۳٫۱۸۳۴°شمالی ۵۰٫۹۶۷۸°شرقی |        | ۱۳۰۲  |
| شاه ودین          | ۳۳°۲۱′۵۲″شمالی ۵۰°۴۹′۵۶″شرقی / ۳۳٫۳۶۴۴°شمالی ۵۰٫۸۳۲۱°شرقی |        | ۱۳۰۳  |
| شکار              | ۳۳°۳۰′۲۳″شمالی ۵۱°۲۹′۲۸″شرقی / ۳۳٫۵۰۶۳°شمالی ۵۱٫۴۹۱۰°شرقی |        | ۱۳۰۴  |
| شمس الدین         | ۳۳°۲۱′۴۱″شمالی ۵۱°۰۶′۱۳″شرقی / ۳۳٫۳۶۱۵°شمالی ۵۱٫۱۰۳۶°شرقی |        | ۱۳۰۵  |
| شهنستون           | ۳۳°۲۵′۱۰″شمالی ۵۰°۳۸′۵۹″شرقی / ۳۳٫۴۱۹۵°شمالی ۵۰٫۶۴۹۷°شرقی |        | ۱۳۰۶  |
| شورآب             | ۳۳°۲۲′۰۳″شمالی ۵۱°۰۱′۲۵″شرقی / ۳۳٫۳۶۷۶°شمالی ۵۱٫۰۲۳۷°شرقی |        | ۱۳۰۷  |
| شورآب             | ۳۳°۲۱′۵۴″شمالی ۵۱°۰۱′۰۰″شرقی / ۳۳٫۳۶۴۹°شمالی ۵۱٫۰۱۶۶°شرقی |        | ۱۳۰۸  |
| عروس پران         | ۳۳°۱۷′۵۹″شمالی ۵۰°۵۵′۲۹″شرقی / ۳۳٫۲۹۹۷°شمالی ۵۰٫۹۲۴۸°شرقی |        | ۱۳۰۹  |
| علامه دار         | ۳۳°۲۷′۱۶″شمالی ۵۰°۵۵′۴۳″شرقی / ۳۳٫۴۵۴۵°شمالی ۵۰٫۹۲۸۷°شرقی |        | ۱۳۱۰  |
| عمری              | ۳۳°۰۳′۰۱″شمالی ۵۱°۱۵′۰۷″شرقی / ۳۳٫۰۵۰۲°شمالی ۵۱٫۲۵۱۹°شرقی |        | ۱۳۱۱  |
| عمو               | ۳۳°۲۰′۵۰″شمالی ۵۱°۰۳′۲۹″شرقی / ۳۳٫۳۴۷۱°شمالی ۵۱٫۰۵۸۰°شرقی |        | ۱۳۱۲  |
| غار               | ۳۳°۲۶′۰۲″شمالی ۵۰°۳۶′۴۵″شرقی / ۳۳٫۴۳۳۸°شمالی ۵۰٫۶۱۲۶°شرقی |        | ۱۳۱۳  |
| غلامی             | ۳۳°۲۶′۰۴″شمالی ۵۰°۴۲′۵۴″شرقی / ۳۳٫۴۳۴۴°شمالی ۵۰٫۷۱۴۹°شرقی |        | ۱۳۱۴  |
| قزلاقل            | ۳۳°۲۱′۳۴″شمالی ۵۱°۲۹′۱۴″شرقی / ۳۳٫۳۵۹۵°شمالی ۵۱٫۴۸۷۱°شرقی |        | ۱۳۱۵  |
| قلات              | ۳۳°۲۰′۵۴″شمالی ۵۰°۵۳′۵۱″شرقی / ۳۳٫۳۴۸۴°شمالی ۵۰٫۸۹۷۴°شرقی |        | ۱۳۱۶  |
| قلات              | ۳۳°۱۹′۲۱″شمالی ۵۰°۵۴′۵۵″شرقی / ۳۳٫۳۲۲۴°شمالی ۵۰٫۹۱۵۲°شرقی |        | ۱۳۱۷  |
| قلات              | ۳۳°۱۹′۲۰″شمالی ۵۰°۵۴′۱۳″شرقی / ۳۳٫۳۲۲۳°شمالی ۵۰٫۹۰۳۷°شرقی |        | ۱۳۱۸  |
| قنبرنثار          | ۳۲°۵۸′۴۵″شمالی ۵۱°۱۶′۴۱″شرقی / ۳۲٫۹۷۹۲°شمالی ۵۱٫۲۷۸۱°شرقی |        | ۱۳۱۹  |
| قوریه             | ۳۳°۱۹′۱۷″شمالی ۵۰°۵۵′۳۶″شرقی / ۳۳٫۳۲۱۵°شمالی ۵۰٫۹۲۶۷°شرقی |        | ۱۳۲۰  |
| قوطی              | ۳۳°۲۲′۰۸″شمالی ۵۱°۲۷′۵۴″شرقی / ۳۳٫۳۶۸۸°شمالی ۵۱٫۴۶۵۱°شرقی |        | ۱۳۲۱  |
| کا                | ۳۳°۳۲′۱۰″شمالی ۵۰°۵۹′۲۴″شرقی / ۳۳٫۵۳۶۱°شمالی ۵۰٫۹۹۰۱°شرقی |        | ۱۳۲۲  |
| کاردک             | ۳۳°۲۴′۳۲″شمالی ۵۰°۵۲′۴۵″شرقی / ۳۳٫۴۰۸۹°شمالی ۵۰٫۸۷۹۲°شرقی |        | ۱۳۲۳  |
| کال               | ۳۳°۲۱′۳۰″شمالی ۵۱°۰۹′۰۴″شرقی / ۳۳٫۳۵۸۴°شمالی ۵۱٫۱۵۱۰°شرقی |        | ۱۳۲۴  |
| کال               | ۳۳°۲۱′۲۰″شمالی ۵۱°۰۸′۱۴″شرقی / ۳۳٫۳۵۵۶°شمالی ۵۱٫۱۳۷۲°شرقی |        | ۱۳۲۵  |
| کال               | ۳۳°۲۱′۰۵″شمالی ۵۱°۰۸′۳۱″شرقی / ۳۳٫۳۵۱۳°شمالی ۵۱٫۱۴۲۰°شرقی |        | ۱۳۲۶  |
| کپه شکار          | ۳۳°۲۹′۴۰″شمالی ۵۱°۲۹′۱۹″شرقی / ۳۳٫۴۹۴۴°شمالی ۵۱٫۴۸۸۷°شرقی |        | ۱۳۲۷  |
| کپه شهیدا         | ۳۳°۲۲′۰۲″شمالی ۵۰°۵۳′۴۲″شرقی / ۳۳٫۳۶۷۲°شمالی ۵۰٫۸۹۴۹°شرقی |        | ۱۳۲۸  |
| کج گردن           | ۳۳°۱۶′۴۳″شمالی ۵۱°۱۴′۲۴″شرقی / ۳۳٫۲۷۸۷°شمالی ۵۱٫۲۴۰۱°شرقی |        | ۱۳۲۹  |
| کج گردن           | ۳۳°۱۶′۲۲″شمالی ۵۱°۱۴′۳۹″شرقی / ۳۳٫۲۷۲۹°شمالی ۵۱٫۲۴۴۱°شرقی |        | ۱۳۳۰  |
| کج گردن           | ۳۳°۱۶′۳۶″شمالی ۵۱°۱۵′۱۰″شرقی / ۳۳٫۲۷۶۶°شمالی ۵۱٫۲۵۲۷°شرقی |        | ۱۳۳۱  |
| کرچ               | ۳۳°۲۵′۰۳″شمالی ۵۱°۰۴′۰۵″شرقی / ۳۳٫۴۱۷۵°شمالی ۵۱٫۰۶۸۱°شرقی |        | ۱۳۳۲  |
| کره               | ۳۲°۵۸′۵۷″شمالی ۵۱°۲۲′۵۳″شرقی / ۳۲٫۹۸۲۶°شمالی ۵۱٫۳۸۱۳°شرقی |        | ۱۳۳۳  |
| کفتاری            | ۳۳°۱۴′۲۴″شمالی ۵۱°۱۵′۵۹″شرقی / ۳۳٫۲۳۹۹°شمالی ۵۱٫۲۶۶۳°شرقی |        | ۱۳۳۴  |
| کلاه برفی         | ۳۳°۳۴′۰۴″شمالی ۵۱°۲۷′۴۸″شرقی / ۳۳٫۵۶۷۸°شمالی ۵۱٫۴۶۳۴°شرقی |        | ۱۳۳۵  |
| کلاه پاچدار       | ۳۳°۳۳′۰۶″شمالی ۵۱°۲۵′۵۵″شرقی / ۳۳٫۵۵۱۸°شمالی ۵۱٫۴۳۲۰°شرقی |        | ۱۳۳۶  |
| کلاه چاشگاه       | ۳۳°۳۳′۳۸″شمالی ۵۱°۲۶′۱۱″شرقی / ۳۳٫۵۶۰۶°شمالی ۵۱٫۴۳۶۳°شرقی |        | ۱۳۳۷  |
| کلاه دوگل جیون    | ۳۳°۳۱′۳۹″شمالی ۵۱°۲۷′۴۲″شرقی / ۳۳٫۵۲۷۵°شمالی ۵۱٫۴۶۱۸°شرقی |        | ۱۳۳۸  |
| کلفتی             | ۳۳°۲۵′۲۱″شمالی ۵۰°۵۶′۲۰″شرقی / ۳۳٫۴۲۲۵°شمالی ۵۰٫۹۳۸۹°شرقی |        | ۱۳۳۹  |
| کلنگ              | ۳۳°۰۹′۰۲″شمالی ۵۱°۱۷′۴۵″شرقی / ۳۳٫۱۵۰۵°شمالی ۵۱٫۲۹۵۸°شرقی |        | ۱۳۴۰  |
| کلنگ              | ۳۳°۱۸′۴۵″شمالی ۵۱°۱۷′۱۳″شرقی / ۳۳٫۳۱۲۶°شمالی ۵۱٫۲۸۷۰°شرقی |        | ۱۳۴۱  |
| کلنگ الومه        | ۳۳°۲۷′۰۵″شمالی ۵۰°۳۷′۴۳″شرقی / ۳۳٫۴۵۱۴°شمالی ۵۰٫۶۲۸۵°شرقی |        | ۱۳۴۲  |
| کلنگ بختیار       | ۳۳°۲۵′۴۶″شمالی ۵۰°۴۰′۲۴″شرقی / ۳۳٫۴۲۹۵°شمالی ۵۰٫۶۷۳۴°شرقی |        | ۱۳۴۳  |
| کلنگ دست کن       | ۳۳°۱۴′۳۱″شمالی ۵۱°۱۷′۵۷″شرقی / ۳۳٫۲۴۲۰°شمالی ۵۱٫۲۹۹۳°شرقی |        | ۱۳۴۴  |
| کلنگ زرد          | ۳۳°۳۱′۰۲″شمالی ۵۱°۰۲′۴۵″شرقی / ۳۳٫۵۱۷۱°شمالی ۵۱٫۰۴۵۹°شرقی |        | ۱۳۴۵  |
| کلنگ زرد          | ۳۳°۲۵′۰۰″شمالی ۵۰°۴۲′۴۶″شرقی / ۳۳٫۴۱۶۸°شمالی ۵۰٫۷۱۲۸°شرقی |        | ۱۳۴۶  |
| کلنگ سور          | ۳۳°۲۸′۱۸″شمالی ۵۱°۰۰′۲۵″شرقی / ۳۳٫۴۷۱۷°شمالی ۵۱٫۰۰۶۹°شرقی |        | ۱۳۴۷  |
| کلنگ سیاه         | ۳۳°۲۴′۴۹″شمالی ۵۰°۴۰′۳۱″شرقی / ۳۳٫۴۱۳۶°شمالی ۵۰٫۶۷۵۲°شرقی |        | ۱۳۴۸  |
| کلنگ سیاه         | ۳۳°۲۵′۳۵″شمالی ۵۰°۴۲′۵۰″شرقی / ۳۳٫۴۲۶۵°شمالی ۵۰٫۷۱۳۹°شرقی |        | ۱۳۴۹  |
| کلنگ علی بک       | ۳۳°۲۴′۱۹″شمالی ۵۰°۴۲′۲۵″شرقی / ۳۳٫۴۰۵۳°شمالی ۵۰٫۷۰۷۰°شرقی |        | ۱۳۵۰  |
| کلنگ قاضی         | ۳۳°۲۲′۴۱″شمالی ۵۰°۴۶′۴۶″شرقی / ۳۳٫۳۷۸۱°شمالی ۵۰٫۷۷۹۴°شرقی |        | ۱۳۵۱  |
| کلنگ کج           | ۳۳°۲۷′۵۰″شمالی ۵۰°۳۷′۵۴″شرقی / ۳۳٫۴۶۴۰°شمالی ۵۰٫۶۳۱۸°شرقی |        | ۱۳۵۲  |
| کلنگ ناهموار      | ۳۳°۲۵′۳۳″شمالی ۵۰°۳۹′۳۹″شرقی / ۳۳٫۴۲۵۹°شمالی ۵۰٫۶۶۰۷°شرقی |        | ۱۳۵۳  |
| کلنگ وشه سوخته    | ۳۳°۳۳′۲۷″شمالی ۵۱°۲۷′۱۹″شرقی / ۳۳٫۵۵۷۶°شمالی ۵۱٫۴۵۵۲°شرقی |        | ۱۳۵۴  |
| کلنگ ونداده       | ۳۳°۱۹′۴۲″شمالی ۵۱°۱۷′۵۳″شرقی / ۳۳٫۳۲۸۲°شمالی ۵۱٫۲۹۸۰°شرقی |        | ۱۳۵۵  |
| کلنگ ونداده       | ۳۳°۱۸′۲۵″شمالی ۵۱°۱۶′۳۳″شرقی / ۳۳٫۳۰۷۰°شمالی ۵۱٫۲۷۵۹°شرقی |        | ۱۳۵۶  |
| کله ور            | ۳۳°۱۳′۰۶″شمالی ۵۱°۱۱′۴۸″شرقی / ۳۳٫۲۱۸۳°شمالی ۵۱٫۱۹۶۶°شرقی |        | ۱۳۵۷  |
| کله ور            | ۳۳°۱۳′۲۷″شمالی ۵۱°۱۴′۰۱″شرقی / ۳۳٫۲۲۴۲°شمالی ۵۱٫۲۳۳۷°شرقی |        | ۱۳۵۸  |
| کمرتلپ            | ۳۳°۲۷′۲۵″شمالی ۵۱°۰۶′۰۵″شرقی / ۳۳٫۴۵۶۹°شمالی ۵۱٫۱۰۱۴°شرقی |        | ۱۳۵۹  |
| کمرشیت            | ۳۲°۴۶′۲۵″شمالی ۵۱°۲۱′۳۹″شرقی / ۳۲٫۷۷۳۷°شمالی ۵۱٫۳۶۰۹°شرقی |        | ۱۳۶۰  |
| کنده سفید         | ۳۳°۲۰′۱۸″شمالی ۵۱°۰۳′۵۹″شرقی / ۳۳٫۳۳۸۲°شمالی ۵۱٫۰۶۶۳°شرقی |        | ۱۳۶۱  |
| کنه نو            | ۳۳°۴۱′۵۶″شمالی ۵۰°۳۹′۵۵″شرقی / ۳۳٫۶۹۸۹°شمالی ۵۰٫۶۶۵۳°شرقی |        | ۱۳۶۲  |
| کهرو              | ۳۳°۲۵′۰۸″شمالی ۵۱°۰۶′۲۱″شرقی / ۳۳٫۴۱۸۸°شمالی ۵۱٫۱۰۵۹°شرقی |        | ۱۳۶۳  |
| کوچک              | ۳۳°۲۲′۱۳″شمالی ۵۰°۵۹′۳۰″شرقی / ۳۳٫۳۷۰۳°شمالی ۵۰٫۹۹۱۷°شرقی |        | ۱۳۶۴  |
| کوله بین          | ۳۳°۳۵′۳۰″شمالی ۵۰°۵۴′۴۹″شرقی / ۳۳٫۵۹۱۸°شمالی ۵۰٫۹۱۳۶°شرقی |        | ۱۳۶۵  |
| کوله خار          | ۳۳°۱۵′۳۶″شمالی ۵۰°۵۷′۳۱″شرقی / ۳۳٫۲۵۹۹°شمالی ۵۰٫۹۵۸۷°شرقی |        | ۱۳۶۶  |
| گدارحسن رباط      | ۳۳°۲۲′۱۳″شمالی ۵۰°۵۰′۲۴″شرقی / ۳۳٫۳۷۰۲°شمالی ۵۰٫۸۴۰۱°شرقی |        | ۱۳۶۷  |
| گدارسفید          | ۳۳°۲۸′۱۳″شمالی ۵۰°۳۸′۵۶″شرقی / ۳۳٫۴۷۰۳°شمالی ۵۰٫۶۴۸۹°شرقی |        | ۱۳۶۸  |
| گدارسه            | ۳۳°۲۸′۳۱″شمالی ۵۱°۳۶′۴۵″شرقی / ۳۳٫۴۷۵۴°شمالی ۵۱٫۶۱۲۴°شرقی |        | ۱۳۶۹  |
| گدارشهرک          | ۳۳°۲۵′۳۳″شمالی ۵۰°۳۸′۱۴″شرقی / ۳۳٫۴۲۵۷°شمالی ۵۰٫۶۳۷۳°شرقی |        | ۱۳۷۰  |
| گدارغدبه شیخ      | ۳۳°۲۴′۱۰″شمالی ۵۰°۵۴′۱۴″شرقی / ۳۳٫۴۰۲۷°شمالی ۵۰٫۹۰۳۸°شرقی |        | ۱۳۷۱  |
| گدارمورچه خورت    | ۳۲°۵۹′۲۵″شمالی ۵۱°۲۹′۱۹″شرقی / ۳۲٫۹۹۰۳°شمالی ۵۱٫۴۸۸۵°شرقی |        | ۱۳۷۲  |
| گدارمورچه خورت    | ۳۲°۵۹′۳۳″شمالی ۵۱°۳۱′۲۱″شرقی / ۳۲٫۹۹۲۶°شمالی ۵۱٫۵۲۲۶°شرقی |        | ۱۳۷۳  |
| گره کوه           | ۳۲°۵۸′۵۳″شمالی ۵۱°۲۲′۰۰″شرقی / ۳۲٫۹۸۱۵°شمالی ۵۱٫۳۶۶۸°شرقی |        | ۱۳۷۴  |
| گشگل              | ۳۳°۲۹′۰۳″شمالی ۵۰°۵۰′۲۴″شرقی / ۳۳٫۴۸۴۱°شمالی ۵۰٫۸۴۰۰°شرقی |        | ۱۳۷۵  |
| گنداب             | ۳۳°۱۸′۱۳″شمالی ۵۱°۲۹′۳۴″شرقی / ۳۳٫۳۰۳۶°شمالی ۵۱٫۴۹۲۸°شرقی |        | ۱۳۷۶  |
| لاچنار            | ۳۳°۲۵′۲۷″شمالی ۵۰°۵۸′۱۴″شرقی / ۳۳٫۴۲۴۱°شمالی ۵۰٫۹۷۰۵°شرقی |        | ۱۳۷۷  |
| لاخال             | ۳۳°۲۹′۳۴″شمالی ۵۱°۳۲′۵۹″شرقی / ۳۳٫۴۹۲۷°شمالی ۵۱٫۵۴۹۷°شرقی |        | ۱۳۷۸  |
| لاخال کج          | ۳۳°۳۱′۱۲″شمالی ۵۱°۳۳′۱۶″شرقی / ۳۳٫۵۲۰۱°شمالی ۵۱٫۵۵۴۵°شرقی |        | ۱۳۷۹  |
| لارشنون           | ۳۳°۲۸′۳۱″شمالی ۵۱°۳۵′۴۶″شرقی / ۳۳٫۴۷۵۴°شمالی ۵۱٫۵۹۶۲°شرقی |        | ۱۳۸۰  |
| لاسدار            | ۳۳°۲۲′۳۳″شمالی ۵۰°۵۵′۴۹″شرقی / ۳۳٫۳۷۵۷°شمالی ۵۰٫۹۳۰۴°شرقی |        | ۱۳۸۱  |
| لاسدار            | ۳۳°۲۲′۲۴″شمالی ۵۰°۵۶′۰۸″شرقی / ۳۳٫۳۷۳۳°شمالی ۵۰٫۹۳۵۵°شرقی |        | ۱۳۸۲  |
| لاقادر            | ۳۲°۵۰′۳۳″شمالی ۵۱°۲۹′۲۵″شرقی / ۳۲٫۸۴۲۵°شمالی ۵۱٫۴۹۰۴°شرقی |        | ۱۳۸۳  |
| لامول بالا        | ۳۳°۳۰′۰۶″شمالی ۵۱°۲۶′۳۱″شرقی / ۳۳٫۵۰۱۸°شمالی ۵۱٫۴۴۲۰°شرقی |        | ۱۳۸۴  |
| لاوره سه          | ۳۳°۲۵′۲۲″شمالی ۵۱°۲۹′۳۵″شرقی / ۳۳٫۴۲۲۸°شمالی ۵۱٫۴۹۳۱°شرقی |        | ۱۳۸۵  |
| لرکش              | ۳۳°۱۷′۱۰″شمالی ۵۰°۵۲′۴۸″شرقی / ۳۳٫۲۸۶۰°شمالی ۵۰٫۸۸۰۱°شرقی |        | ۱۳۸۶  |
| لرکش              | ۳۳°۱۷′۳۶″شمالی ۵۰°۵۱′۴۴″شرقی / ۳۳٫۲۹۳۲°شمالی ۵۰٫۸۶۲۲°شرقی |        | ۱۳۸۷  |
| محمودآباد         | ۳۲°۴۴′۵۰″شمالی ۵۱°۳۱′۴۸″شرقی / ۳۲٫۷۴۷۳°شمالی ۵۱٫۵۳۰۰°شرقی |        | ۱۳۸۸  |
| مسته کوه          | ۳۳°۲۳′۴۹″شمالی ۵۰°۵۱′۵۶″شرقی / ۳۳٫۳۹۶۹°شمالی ۵۰٫۸۶۵۵°شرقی |        | ۱۳۸۹  |
| ملاتاریک          | ۳۳°۰۳′۵۷″شمالی ۵۱°۲۱′۳۰″شرقی / ۳۳٫۰۶۵۸°شمالی ۵۱٫۳۵۸۲°شرقی |        | ۱۳۹۰  |
| مورای چاله سیاه   | ۳۲°۵۱′۲۳″شمالی ۵۱°۲۴′۳۸″شرقی / ۳۲٫۸۵۶۴°شمالی ۵۱٫۴۱۰۶°شرقی |        | ۱۳۹۱  |
| مورچه             | ۳۳°۰۶′۳۶″شمالی ۵۱°۲۵′۰۲″شرقی / ۳۳٫۱۰۹۹°شمالی ۵۱٫۴۱۷۱°شرقی |        | ۱۳۹۲  |
| میل امامزاده      | ۳۳°۲۶′۳۵″شمالی ۵۱°۲۸′۰۲″شرقی / ۳۳٫۴۴۳۱°شمالی ۵۱٫۴۶۷۲°شرقی |        | ۱۳۹۳  |
| میل دار           | ۳۳°۰۹′۴۸″شمالی ۵۱°۰۰′۴۳″شرقی / ۳۳٫۱۶۳۳°شمالی ۵۱٫۰۱۱۹°شرقی |        | ۱۳۹۴  |
| نادربی            | ۳۳°۲۵′۱۵″شمالی ۵۰°۴۰′۱۹″شرقی / ۳۳٫۴۲۰۸°شمالی ۵۰٫۶۷۱۹°شرقی |        | ۱۳۹۵  |
| ناموس بزرگ        | ۳۳°۱۷′۵۱″شمالی ۵۰°۵۰′۴۴″شرقی / ۳۳٫۲۹۷۴°شمالی ۵۰٫۸۴۵۵°شرقی |        | ۱۳۹۶  |
| نپوریز            | ۳۳°۲۹′۲۵″شمالی ۵۱°۳۵′۴۷″شرقی / ۳۳٫۴۹۰۲°شمالی ۵۱٫۵۹۶۵°شرقی |        | ۱۳۹۷  |
| نردراز            | ۳۳°۲۱′۵۵″شمالی ۵۰°۵۴′۲۶″شرقی / ۳۳٫۳۶۵۳°شمالی ۵۰٫۹۰۷۲°شرقی |        | ۱۳۹۸  |
| نسان سر           | ۳۳°۲۲′۱۶″شمالی ۵۱°۲۹′۳۴″شرقی / ۳۳٫۳۷۱۲°شمالی ۵۱٫۴۹۲۸°شرقی |        | ۱۳۹۹  |
| نعل اشکن          | ۳۳°۲۸′۱۳″شمالی ۵۰°۳۹′۴۹″شرقی / ۳۳٫۴۷۰۳°شمالی ۵۰٫۶۶۳۵°شرقی |        | ۱۴۰۰  |
| نقاب              | ۳۳°۱۲′۱۹″شمالی ۵۱°۱۰′۵۲″شرقی / ۳۳٫۲۰۵۳°شمالی ۵۱٫۱۸۱۰°شرقی |        | ۱۴۰۱  |
| نیمه ور           | ۳۳°۲۵′۵۵″شمالی ۵۱°۰۲′۲۰″شرقی / ۳۳٫۴۳۱۹°شمالی ۵۱٫۰۳۸۹°شرقی |        | ۱۴۰۲  |
| هاروئه            | ۳۳°۱۳′۲۵″شمالی ۵۰°۵۶′۱۱″شرقی / ۳۳٫۲۲۳۷°شمالی ۵۰٫۹۳۶۵°شرقی |        | ۱۴۰۳  |
| هله گرگه          | ۳۳°۲۸′۰۸″شمالی ۵۱°۰۳′۴۲″شرقی / ۳۳٫۴۶۸۹°شمالی ۵۱٫۰۶۱۸°شرقی |        | ۱۴۰۴  |
| هومند             | ۳۳°۲۵′۴۳″شمالی ۵۱°۳۲′۱۵″شرقی / ۳۳٫۴۲۸۷°شمالی ۵۱٫۵۳۷۵°شرقی |        | ۱۴۰۵  |
| هونی              | ۳۳°۰۲′۲۸″شمالی ۵۱°۲۳′۳۱″شرقی / ۳۳٫۰۴۱۰°شمالی ۵۱٫۳۹۲۰°شرقی |        | ۱۴۰۶  |
| هونی              | ۳۳°۰۲′۰۲″شمالی ۵۱°۲۲′۰۷″شرقی / ۳۳٫۰۳۳۸°شمالی ۵۱٫۳۶۸۷°شرقی |        | ۱۴۰۷  |
| وعرسیاه           | ۳۳°۲۶′۲۵″شمالی ۵۰°۴۷′۰۷″شرقی / ۳۳٫۴۴۰۲°شمالی ۵۰٫۷۸۵۲°شرقی |        | ۱۴۰۸  |
| یوزین             | ۳۳°۲۸′۱۴″شمالی ۵۱°۳۲′۲۷″شرقی / ۳۳٫۴۷۰۵°شمالی ۵۱٫۵۴۰۷°شرقی |        | ۱۴۰۹  |
| یوغلو             | ۳۳°۴۰′۳۹″شمالی ۵۰°۴۴′۰۹″شرقی / ۳۳٫۶۷۷۶°شمالی ۵۰٫۷۳۵۹°شرقی |        | ۱۴۱۰  |

## عکس

نمک لاخ ۳۰ فروردین ۱۳۹۲